# Lista över fornlämningar i Hallstahammars kommun
Lista över fornlämningar i Hallstahammars kommun är en förteckning av ett urval av de fornlämningar som finns i Hallstahammars kommun.

## Berg
| Namn                    | Lämningstyp                      | Tillkomsttid | Historisk indelning | Plats | Läge                 | ID-nr          | Bild                                 |
| ----------------------- | -------------------------------- | ------------ | ------------------- | ----- | -------------------- | -------------- | ------------------------------------ |
| Berg 1:1                | Gravfält                         |              | Berg, Västmanland   |       | 59.601878, 16.194180 | 10227500010001 | Ladda upp en bild av detta fornminne |
| Berg 2:1                | Grav- och boplatsområde          |              | Berg, Västmanland   |       | 59.600177, 16.194306 | 10227500020001 | Ladda upp en bild av detta fornminne |
| Berg 3:1                | Stensättning                     |              | Berg, Västmanland   |       | 59.602958, 16.192316 | 10227500030001 | Ladda upp en bild av detta fornminne |
| Berg 4:1                | Stensättning                     |              | Berg, Västmanland   |       | 59.604782, 16.185452 | 10227500040001 | Ladda upp en bild av detta fornminne |
| Berg 5:1                | Stensättning                     |              | Berg, Västmanland   |       | 59.603987, 16.185640 | 10227500050001 | Ladda upp en bild av detta fornminne |
| Berg 5:2                | Stensättning                     |              | Berg, Västmanland   |       | 59.604125, 16.185641 | 10227500050002 | Ladda upp en bild av detta fornminne |
| Berg 6:1                | Gravfält                         |              | Berg, Västmanland   |       | 59.598964, 16.171850 | 10227500060001 | Ladda upp en bild av detta fornminne |
| Berg 7:1                | Stensättning                     |              | Berg, Västmanland   |       | 59.595293, 16.162955 | 10227500070001 | Ladda upp en bild av detta fornminne |
| Berg 8:3                | Hällristning                     |              | Berg, Västmanland   |       | 59.596181, 16.162918 | 10227500080003 | Ladda upp en bild av detta fornminne |
| Berg 9:1                | Röse                             |              | Berg, Västmanland   |       | 59.593411, 16.159715 | 10227500090001 | Ladda upp en bild av detta fornminne |
| Berg 9:2                | Stensättning                     |              | Berg, Västmanland   |       | 59.593396, 16.160426 | 10227500090002 | Ladda upp en bild av detta fornminne |
| Berg 9:3                | Hög                              |              | Berg, Västmanland   |       | 59.593341, 16.160957 | 10227500090003 | Ladda upp en bild av detta fornminne |
| Berg 9:4                | Hög                              |              | Berg, Västmanland   |       | 59.593300, 16.161137 | 10227500090004 | Ladda upp en bild av detta fornminne |
| Berg 10:1               | Stensättning                     |              | Berg, Västmanland   |       | 59.589564, 16.164155 | 10227500100001 | Ladda upp en bild av detta fornminne |
| Berg 11:1               | Hällristning                     |              | Berg, Västmanland   |       | 59.605075, 16.194792 | 10227500110001 | Ladda upp en bild av detta fornminne |
| Berg 11:2               | Hällristning                     |              | Berg, Västmanland   |       | 59.604977, 16.194876 | 10227500110002 | Ladda upp en bild av detta fornminne |
| Berg 11:3               | Hällristning                     |              | Berg, Västmanland   |       | 59.604641, 16.195169 | 10227500110003 | Ladda upp en bild av detta fornminne |
| Berg 13:1               | Stensättning                     |              | Berg, Västmanland   |       | 59.601610, 16.174519 | 10227500130001 | Ladda upp en bild av detta fornminne |
| Berg 16:1               | Grav- och boplatsområde          |              | Berg, Västmanland   |       | 59.597198, 16.166633 | 10227500160001 | Ladda upp en bild av detta fornminne |
| Berg 17:1               | Stensättning                     |              | Berg, Västmanland   |       | 59.598074, 16.164630 | 10227500170001 | Ladda upp en bild av detta fornminne |
| Borgkullen (Berg 18:1)  | Hög                              |              | Berg, Västmanland   |       | 59.593792, 16.154621 | 10227500180001 | Ladda upp en bild av detta fornminne |
| Berg 20:1               | Stensättning                     |              | Berg, Västmanland   |       | 59.593316, 16.143768 | 10227500200001 | Ladda upp en bild av detta fornminne |
| Berg 21:1               | Stensättning                     |              | Berg, Västmanland   |       | 59.603403, 16.152394 | 10227500210001 | Ladda upp en bild av detta fornminne |
| Berg 21:2               | Stensättning                     |              | Berg, Västmanland   |       | 59.603240, 16.152404 | 10227500210002 | Ladda upp en bild av detta fornminne |
| Berg 21:3               | Stensättning                     |              | Berg, Västmanland   |       | 59.603112, 16.152559 | 10227500210003 | Ladda upp en bild av detta fornminne |
| Berg 21:4               | Stensättning                     |              | Berg, Västmanland   |       | 59.602994, 16.152554 | 10227500210004 | Ladda upp en bild av detta fornminne |
| Berg 22:1               | Begravningsplats                 |              | Berg, Västmanland   |       | 59.605294, 16.156934 | 10227500220001 | Ladda upp en bild av detta fornminne |
| Berg 23:1               | Gravfält                         |              | Berg, Västmanland   |       | 59.602311, 16.133923 | 10227500230001 | Ladda upp en bild av detta fornminne |
| Berg 24:1               | Stensättning                     |              | Berg, Västmanland   |       | 59.599882, 16.137756 | 10227500240001 | Ladda upp en bild av detta fornminne |
| Berg 24:2               | Stensättning                     |              | Berg, Västmanland   |       | 59.599732, 16.137854 | 10227500240002 | Ladda upp en bild av detta fornminne |
| Berg 24:3               | Stensättning                     |              | Berg, Västmanland   |       | 59.599879, 16.138011 | 10227500240003 | Ladda upp en bild av detta fornminne |
| Berg 25:1               | Gravfält                         |              | Berg, Västmanland   |       | 59.600493, 16.140106 | 10227500250001 | Ladda upp en bild av detta fornminne |
| Berg 26:1               | Stensättning                     |              | Berg, Västmanland   |       | 59.605091, 16.136346 | 10227500260001 | Ladda upp en bild av detta fornminne |
| Berg 27:1               | Stensättning                     |              | Berg, Västmanland   |       | 59.602071, 16.139621 | 10227500270001 | Ladda upp en bild av detta fornminne |
| Berg 28:1               | Hög                              |              | Berg, Västmanland   |       | 59.599819, 16.134113 | 10227500280001 | Ladda upp en bild av detta fornminne |
| Berg 29:1               | Begravningsplats                 |              | Berg, Västmanland   |       | 59.601971, 16.124814 | 10227500290001 | Ladda upp en bild av detta fornminne |
| Berg 30:1               | Gravfält                         |              | Berg, Västmanland   |       | 59.607828, 16.133726 | 10227500300001 | Ladda upp en bild av detta fornminne |
| Berg 31:1               | Stensättning                     |              | Berg, Västmanland   |       | 59.608714, 16.133334 | 10227500310001 | Ladda upp en bild av detta fornminne |
| Berg 32:1               | Gravfält                         |              | Berg, Västmanland   |       | 59.611858, 16.125153 | 10227500320001 | Ladda upp en bild av detta fornminne |
| Berg 33:1               | Gravfält                         |              | Berg, Västmanland   |       | 59.595803, 16.132463 | 10227500330001 | Ladda upp en bild av detta fornminne |
| Berg 34:1               | Stensättning                     |              | Berg, Västmanland   |       | 59.595868, 16.134970 | 10227500340001 | Ladda upp en bild av detta fornminne |
| Berg 34:2               | Stensättning                     |              | Berg, Västmanland   |       | 59.595396, 16.134910 | 10227500340002 | Ladda upp en bild av detta fornminne |
| Berg 34:3               | Stensättning                     |              | Berg, Västmanland   |       | 59.595481, 16.134578 | 10227500340003 | Ladda upp en bild av detta fornminne |
| Berg 35:1               | Stensättning                     |              | Berg, Västmanland   |       | 59.605201, 16.116798 | 10227500350001 | Ladda upp en bild av detta fornminne |
| Berg 38:1               | Stensättning                     |              | Berg, Västmanland   |       | 59.589065, 16.155993 | 10227500380001 | Ladda upp en bild av detta fornminne |
| Berg 38:2               | Stensättning                     |              | Berg, Västmanland   |       | 59.588539, 16.156243 | 10227500380002 | Ladda upp en bild av detta fornminne |
| Berg 39:1               | Stensättning                     |              | Berg, Västmanland   |       | 59.590758, 16.147795 | 10227500390001 | Ladda upp en bild av detta fornminne |
| Berg 40:1               | Stensättning                     |              | Berg, Västmanland   |       | 59.591153, 16.162897 | 10227500400001 | Ladda upp en bild av detta fornminne |
| Berg 41:1               | Stensättning                     |              | Berg, Västmanland   |       | 59.587519, 16.168050 | 10227500410001 | Ladda upp en bild av detta fornminne |
| Berg 42:1               | Stensättning                     |              | Berg, Västmanland   |       | 59.598283, 16.162706 | 10227500420001 | Ladda upp en bild av detta fornminne |
| Berg 43:1               | Stensättning                     |              | Berg, Västmanland   |       | 59.592896, 16.142806 | 10227500430001 | Ladda upp en bild av detta fornminne |
| Berg 45:1               | Stensättning                     |              | Berg, Västmanland   |       | 59.586622, 16.173156 | 10227500450001 | Ladda upp en bild av detta fornminne |
| Berg 45:2               | Stensättning                     |              | Berg, Västmanland   |       | 59.586466, 16.173073 | 10227500450002 | Ladda upp en bild av detta fornminne |
| Berg 45:3               | Stensättning                     |              | Berg, Västmanland   |       | 59.586721, 16.172644 | 10227500450003 | Ladda upp en bild av detta fornminne |
| Berg 46:1               | Stensättning                     |              | Berg, Västmanland   |       | 59.584951, 16.174066 | 10227500460001 | Ladda upp en bild av detta fornminne |
| Berg 46:2               | Stensättning                     |              | Berg, Västmanland   |       | 59.585052, 16.173770 | 10227500460002 | Ladda upp en bild av detta fornminne |
| Berg 48:1               | Gravfält                         |              | Berg, Västmanland   |       | 59.591417, 16.127734 | 10227500480001 | Ladda upp en bild av detta fornminne |
| Hammarhagen (Berg 49:1) | Gravfält                         |              | Berg, Västmanland   |       | 59.606111, 16.099350 | 10227500490001 | Ladda upp en bild av detta fornminne |
| Berg 50:1               | Stensättning                     |              | Berg, Västmanland   |       | 59.604098, 16.105878 | 10227500500001 | Ladda upp en bild av detta fornminne |
| Berg 51:1               | Gravfält                         |              | Berg, Västmanland   |       | 59.609588, 16.110477 | 10227500510001 | Ladda upp en bild av detta fornminne |
| Berg 54:1               | Stensättning                     |              | Berg, Västmanland   |       | 59.628090, 16.179567 | 10227500540001 | Ladda upp en bild av detta fornminne |
| Berg 56:1               | Stensättning                     |              | Berg, Västmanland   |       | 59.604991, 16.141844 | 10227500560001 | Ladda upp en bild av detta fornminne |
| Berg 57:1               | Stensättning                     |              | Berg, Västmanland   |       | 59.597742, 16.158779 | 10227500570001 | Ladda upp en bild av detta fornminne |
| Berg 57:2               | Stensättning                     |              | Berg, Västmanland   |       | 59.597730, 16.158563 | 10227500570002 | Ladda upp en bild av detta fornminne |
| Berg 58:1               | Gravfält                         |              | Berg, Västmanland   |       | 59.633853, 16.147183 | 10227500580001 | Ladda upp en bild av detta fornminne |
| Berg 59:1               | Stensättning                     |              | Berg, Västmanland   |       | 59.586355, 16.173589 | 10227500590001 | Ladda upp en bild av detta fornminne |
| Berg 59:2               | Stensättning                     |              | Berg, Västmanland   |       | 59.586232, 16.173553 | 10227500590002 | Ladda upp en bild av detta fornminne |
| Berg 60:1               | Hög                              |              | Berg, Västmanland   |       | 59.608413, 16.112028 | 10227500600001 | Ladda upp en bild av detta fornminne |
| Berg 62:1               | Stensättning                     |              | Berg, Västmanland   |       | 59.609974, 16.207519 | 10227500620001 | Ladda upp en bild av detta fornminne |
| Berg 63:1               | Stensättning                     |              | Berg, Västmanland   |       | 59.602684, 16.195720 | 10227500630001 | Ladda upp en bild av detta fornminne |
| Berg 63:2               | Hällristning                     |              | Berg, Västmanland   |       | 59.602476, 16.194918 | 10227500630002 | Ladda upp en bild av detta fornminne |
| Berg 63:3               | Hällristning                     |              | Berg, Västmanland   |       | 59.602617, 16.194859 | 10227500630003 | Ladda upp en bild av detta fornminne |
| Berg 63:4               | Hällristning                     |              | Berg, Västmanland   |       | 59.602493, 16.195244 | 10227500630004 | Ladda upp en bild av detta fornminne |
| Berg 64:1               | Hällristning                     |              | Berg, Västmanland   |       | 59.604193, 16.194388 | 10227500640001 | Ladda upp en bild av detta fornminne |
| Berg 64:2               | Hällristning                     |              | Berg, Västmanland   |       | 59.603984, 16.193848 | 10227500640002 | Ladda upp en bild av detta fornminne |
| Berg 70:1               | Hällristning                     |              | Berg, Västmanland   |       | 59.598545, 16.193102 | 10227500700001 | Ladda upp en bild av detta fornminne |
| Berg 70:2               | Hällristning                     |              | Berg, Västmanland   |       | 59.598470, 16.192736 | 10227500700002 | Ladda upp en bild av detta fornminne |
| Berg 70:3               | Hällristning                     |              | Berg, Västmanland   |       | 59.598834, 16.193072 | 10227500700003 | Ladda upp en bild av detta fornminne |
| Berg 74:1               | Stensättning                     |              | Berg, Västmanland   |       | 59.595337, 16.132835 | 10227500740001 | Ladda upp en bild av detta fornminne |
| Berg 74:2               | Stensättning                     |              | Berg, Västmanland   |       | 59.595439, 16.132935 | 10227500740002 | Ladda upp en bild av detta fornminne |
| Berg 78:1               | Stensättning                     |              | Berg, Västmanland   |       | 59.604392, 16.141461 | 10227500780001 | Ladda upp en bild av detta fornminne |
| Berg 81:1               | Stensättning                     |              | Berg, Västmanland   |       | 59.603383, 16.158743 | 10227500810001 | Ladda upp en bild av detta fornminne |
| Berg 96:1               | Stensättning                     |              | Berg, Västmanland   |       | 59.607073, 16.133818 | 10227500960001 | Ladda upp en bild av detta fornminne |
| Berg 101:1              | Stensättning                     |              | Berg, Västmanland   |       | 59.592151, 16.145813 | 10227501010001 | Ladda upp en bild av detta fornminne |
| Berg 102:1              | Stensättning                     |              | Berg, Västmanland   |       | 59.591061, 16.146077 | 10227501020001 | Ladda upp en bild av detta fornminne |
| Berg 116:1              | Hällristning                     |              | Berg, Västmanland   |       | 59.601188, 16.183208 | 10227501160001 | Ladda upp en bild av detta fornminne |
| Berg 117:1              | Hällristning                     |              | Berg, Västmanland   |       | 59.601826, 16.184187 | 10227501170001 | Ladda upp en bild av detta fornminne |
| Berg 117:2              | Hällristning                     |              | Berg, Västmanland   |       | 59.602160, 16.184073 | 10227501170002 | Ladda upp en bild av detta fornminne |
| Berg 118:1              | Hällristning                     |              | Berg, Västmanland   |       | 59.603768, 16.184229 | 10227501180001 | Ladda upp en bild av detta fornminne |
| Berg 119:1              | Hällristning                     |              | Berg, Västmanland   |       | 59.606113, 16.193675 | 10227501190001 | Ladda upp en bild av detta fornminne |
| Berg 119:2              | Hällristning                     |              | Berg, Västmanland   |       | 59.606212, 16.193503 | 10227501190002 | Ladda upp en bild av detta fornminne |
| Berg 119:3              | Hällristning                     |              | Berg, Västmanland   |       | 59.606485, 16.193498 | 10227501190003 | Ladda upp en bild av detta fornminne |
| Berg 120:1              | Hällristning                     |              | Berg, Västmanland   |       | 59.604959, 16.193775 | 10227501200001 | Ladda upp en bild av detta fornminne |
| Berg 121:1              | Hällristning                     |              | Berg, Västmanland   |       | 59.604787, 16.192307 | 10227501210001 | Ladda upp en bild av detta fornminne |
| Berg 122:1              | Hällristning                     |              | Berg, Västmanland   |       | 59.604693, 16.189651 | 10227501220001 | Ladda upp en bild av detta fornminne |
| Berg 123:1              | Hällristning                     |              | Berg, Västmanland   |       | 59.603254, 16.190300 | 10227501230001 | Ladda upp en bild av detta fornminne |
| Berg 124:1              | Hällristning                     |              | Berg, Västmanland   |       | 59.603442, 16.193276 | 10227501240001 | Ladda upp en bild av detta fornminne |
| Berg 125:1              | Hällristning                     |              | Berg, Västmanland   |       | 59.603295, 16.196334 | 10227501250001 | Ladda upp en bild av detta fornminne |
| Berg 126:1              | Hällristning                     |              | Berg, Västmanland   |       | 59.604518, 16.193265 | 10227501260001 | Ladda upp en bild av detta fornminne |
| Berg 126:2              | Hällristning                     |              | Berg, Västmanland   |       | 59.604419, 16.193409 | 10227501260002 | Ladda upp en bild av detta fornminne |
| Berg 126:3              | Hällristning                     |              | Berg, Västmanland   |       | 59.604221, 16.193390 | 10227501260003 | Ladda upp en bild av detta fornminne |
| Berg 127:2              | Hällristning                     |              | Berg, Västmanland   |       | 59.603554, 16.192034 | 10227501270002 | Ladda upp en bild av detta fornminne |
| Berg 129:1              | Hällristning                     |              | Berg, Västmanland   |       | 59.603660, 16.187939 | 10227501290001 | Ladda upp en bild av detta fornminne |
| Berg 131:1              | Hällristning                     |              | Berg, Västmanland   |       | 59.604260, 16.188390 | 10227501310001 | Ladda upp en bild av detta fornminne |
| Berg 132:1              | Hällristning                     |              | Berg, Västmanland   |       | 59.601233, 16.185474 | 10227501320001 | Ladda upp en bild av detta fornminne |
| Berg 197                | Husgrund, förhistorisk/medeltida |              | Berg, Västmanland   |       | 59.581242, 16.145436 | 12000000051515 | Ladda upp en bild av detta fornminne |
| Berg 211                | Hällristning                     |              | Berg, Västmanland   |       | 59.656608, 16.182193 | 12000000051588 | Ladda upp en bild av detta fornminne |
| Berg 230                | Stensättning                     |              | Berg, Västmanland   |       | 59.656595, 16.182208 | 12000000051614 | Ladda upp en bild av detta fornminne |
| Berg 236                | Stensättning                     |              | Berg, Västmanland   |       | 59.659521, 16.184067 | 12000000051621 | Ladda upp en bild av detta fornminne |

## Kolbäck
| Namn                             | Lämningstyp                      | Tillkomsttid | Historisk indelning  | Plats | Läge                 | ID-nr          | Bild                                      |
| -------------------------------- | -------------------------------- | ------------ | -------------------- | ----- | -------------------- | -------------- | ----------------------------------------- |
| Kolbäck 1:1                      | Stensättning                     |              | Kolbäck, Västmanland |       | 59.572414, 16.172143 | 10229500010001 | Ladda upp en bild av detta fornminne      |
| Kolbäck 2:1                      | Röse                             |              | Kolbäck, Västmanland |       | 59.572861, 16.170809 | 10229500020001 | Ladda upp en bild av detta fornminne      |
| Kolbäck 2:2                      | Stensättning                     |              | Kolbäck, Västmanland |       | 59.572676, 16.171031 | 10229500020002 | Ladda upp en bild av detta fornminne      |
| Kolbäck 2:3                      | Stensättning                     |              | Kolbäck, Västmanland |       | 59.573265, 16.170788 | 10229500020003 | Ladda upp en bild av detta fornminne      |
| Kolbäck 3:1                      | Gravfält                         |              | Kolbäck, Västmanland |       | 59.573706, 16.194309 | 10229500030001 | Ladda upp en bild av detta fornminne      |
| Kolbäck 3:2                      | Hällristning                     |              | Kolbäck, Västmanland |       | 59.573689, 16.194214 | 10229500030002 | Ladda upp en bild av detta fornminne      |
| Kolbäck 4:1                      | Stensättning                     |              | Kolbäck, Västmanland |       | 59.571543, 16.195523 | 10229500040001 | Ladda upp en bild av detta fornminne      |
| Värperörs gravröse (Kolbäck 5:1) | Röse                             |              | Kolbäck, Västmanland |       | 59.574764, 16.184104 | 10229500050001 | Ladda upp en till bild av detta fornminne |
| Borgen (Kolbäck 5:2)             | Grav markerad av sten/block      |              | Kolbäck, Västmanland |       | 59.575024, 16.184103 | 10229500050002 | Ladda upp en bild av detta fornminne      |
| Borgen (Kolbäck 5:3)             | Stensättning                     |              | Kolbäck, Västmanland |       | 59.575205, 16.183878 | 10229500050003 | Ladda upp en bild av detta fornminne      |
| Kolbäck 6:1                      | Stensättning                     |              | Kolbäck, Västmanland |       | 59.574435, 16.187802 | 10229500060001 | Ladda upp en bild av detta fornminne      |
| Kolbäck 7:1                      | Gravfält                         |              | Kolbäck, Västmanland |       | 59.575162, 16.186065 | 10229500070001 | Ladda upp en bild av detta fornminne      |
| Kolbäck 8:1                      | Stensättning                     |              | Kolbäck, Västmanland |       | 59.573970, 16.185467 | 10229500080001 | Ladda upp en bild av detta fornminne      |
| Kolbäck 8:2                      | Stensättning                     |              | Kolbäck, Västmanland |       | 59.574163, 16.185330 | 10229500080002 | Ladda upp en bild av detta fornminne      |
| Kolbäck 9:1                      | Gravfält                         |              | Kolbäck, Västmanland |       | 59.571405, 16.183389 | 10229500090001 | Ladda upp en bild av detta fornminne      |
| Kolbäck 10:1                     | Gravfält                         |              | Kolbäck, Västmanland |       | 59.572188, 16.185470 | 10229500100001 | Ladda upp en bild av detta fornminne      |
| Kolbäck 11:1                     | Grav- och boplatsområde          |              | Kolbäck, Västmanland |       | 59.573139, 16.165560 | 10229500110001 | Ladda upp en bild av detta fornminne      |
| Kolbäck 12:1                     | Röse                             |              | Kolbäck, Västmanland |       | 59.575932, 16.166564 | 10229500120001 | Ladda upp en bild av detta fornminne      |
| Kolbäck 13:1                     | Gravfält                         |              | Kolbäck, Västmanland |       | 59.574725, 16.166895 | 10229500130001 | Ladda upp en bild av detta fornminne      |
| Kolbäck 16:1                     | Stensättning                     |              | Kolbäck, Västmanland |       | 59.574390, 16.203691 | 10229500160001 | Ladda upp en bild av detta fornminne      |
| Kolbäck 18:1                     | Stensättning                     |              | Kolbäck, Västmanland |       | 59.573932, 16.201515 | 10229500180001 | Ladda upp en bild av detta fornminne      |
| Kolbäck 19:1                     | Hällristning                     |              | Kolbäck, Västmanland |       | 59.572568, 16.195515 | 10229500190001 | Ladda upp en bild av detta fornminne      |
| Kolbäck 20:1                     | Stensättning                     |              | Kolbäck, Västmanland |       | 59.578486, 16.169170 | 10229500200001 | Ladda upp en bild av detta fornminne      |
| Kolbäck 21:1                     | Stensättning                     |              | Kolbäck, Västmanland |       | 59.579746, 16.168169 | 10229500210001 | Ladda upp en bild av detta fornminne      |
| Kolbäck 22:1                     | Röse                             |              | Kolbäck, Västmanland |       | 59.581089, 16.168087 | 10229500220001 | Ladda upp en bild av detta fornminne      |
| Kolbäck 23:1                     | Hällristning                     |              | Kolbäck, Västmanland |       | 59.579783, 16.171562 | 10229500230001 | Ladda upp en bild av detta fornminne      |
| Kolbäck 24:1                     | Stensättning                     |              | Kolbäck, Västmanland |       | 59.580622, 16.171197 | 10229500240001 | Ladda upp en bild av detta fornminne      |
| Kolbäck 25:1                     | Stensättning                     |              | Kolbäck, Västmanland |       | 59.579849, 16.173229 | 10229500250001 | Ladda upp en bild av detta fornminne      |
| Kolbäck 25:3                     | Stensättning                     |              | Kolbäck, Västmanland |       | 59.579569, 16.173364 | 10229500250003 | Ladda upp en bild av detta fornminne      |
| Kolbäck 26:1                     | Stensättning                     |              | Kolbäck, Västmanland |       | 59.579459, 16.172546 | 10229500260001 | Ladda upp en bild av detta fornminne      |
| Kolbäck 27:1                     | Gravfält                         |              | Kolbäck, Västmanland |       | 59.583234, 16.174715 | 10229500270001 | Ladda upp en bild av detta fornminne      |
| Kolbäck 28:1                     | Stensättning                     |              | Kolbäck, Västmanland |       | 59.581473, 16.176787 | 10229500280001 | Ladda upp en bild av detta fornminne      |
| Kolbäck 28:2                     | Stensättning                     |              | Kolbäck, Västmanland |       | 59.581566, 16.176611 | 10229500280002 | Ladda upp en bild av detta fornminne      |
| Kolbäck 28:3                     | Stensättning                     |              | Kolbäck, Västmanland |       | 59.581786, 16.176439 | 10229500280003 | Ladda upp en bild av detta fornminne      |
| Kolbäck 28:4                     | Stensättning                     |              | Kolbäck, Västmanland |       | 59.581467, 16.176005 | 10229500280004 | Ladda upp en bild av detta fornminne      |
| Kolbäck 29:1                     | Röse                             |              | Kolbäck, Västmanland |       | 59.579867, 16.174191 | 10229500290001 | Ladda upp en bild av detta fornminne      |
| Kolbäck 30:1                     | Stensättning                     |              | Kolbäck, Västmanland |       | 59.574330, 16.172537 | 10229500300001 | Ladda upp en bild av detta fornminne      |
| Kolbäck 31:1                     | Gravfält                         |              | Kolbäck, Västmanland |       | 59.576320, 16.174835 | 10229500310001 | Ladda upp en bild av detta fornminne      |
| Kolbäck 32:1                     | Röse                             |              | Kolbäck, Västmanland |       | 59.574862, 16.175573 | 10229500320001 | Ladda upp en bild av detta fornminne      |
| Kolbäck 32:2                     | Röse                             |              | Kolbäck, Västmanland |       | 59.574829, 16.176043 | 10229500320002 | Ladda upp en bild av detta fornminne      |
| Kolbäck 34:1                     | Stensättning                     |              | Kolbäck, Västmanland |       | 59.570589, 16.175704 | 10229500340001 | Ladda upp en bild av detta fornminne      |
| Kolbäck 35:2                     | Stensättning                     |              | Kolbäck, Västmanland |       | 59.573609, 16.211682 | 10229500350002 | Ladda upp en bild av detta fornminne      |
| Kolbäck 36:1                     | Gravfält                         |              | Kolbäck, Västmanland |       | 59.576453, 16.206218 | 10229500360001 | Ladda upp en bild av detta fornminne      |
| Kolbäck 37:1                     | Gravfält                         |              | Kolbäck, Västmanland |       | 59.578221, 16.203778 | 10229500370001 | Ladda upp en bild av detta fornminne      |
| Kolbäck 38:1                     | Hällristning                     |              | Kolbäck, Västmanland |       | 59.580373, 16.199873 | 10229500380001 | Ladda upp en bild av detta fornminne      |
| Kolbäck 39:1                     | Stensättning                     |              | Kolbäck, Västmanland |       | 59.566756, 16.194364 | 10229500390001 | Ladda upp en bild av detta fornminne      |
| Kolbäck 39:2                     | Stensättning                     |              | Kolbäck, Västmanland |       | 59.566834, 16.194039 | 10229500390002 | Ladda upp en bild av detta fornminne      |
| Kolbäck 41:1                     | Grav- och boplatsområde          |              | Kolbäck, Västmanland |       | 59.566701, 16.202145 | 10229500410001 | Ladda upp en bild av detta fornminne      |
| Kolbäck 43:1                     | Gravfält                         |              | Kolbäck, Västmanland |       | 59.567007, 16.197913 | 10229500430001 | Ladda upp en bild av detta fornminne      |
| Kolbäck 44:1                     | Hällristning                     |              | Kolbäck, Västmanland |       | 59.564878, 16.202556 | 10229500440001 | Ladda upp en bild av detta fornminne      |
| Kolbäck 47:1                     | Gravfält                         |              | Kolbäck, Västmanland |       | 59.575198, 16.187886 | 10229500470001 | Ladda upp en bild av detta fornminne      |
| Kolbäck 49:1                     | Stensättning                     |              | Kolbäck, Västmanland |       | 59.583973, 16.174840 | 10229500490001 | Ladda upp en bild av detta fornminne      |
| Kolbäck 50:1                     | Stensättning                     |              | Kolbäck, Västmanland |       | 59.575562, 16.167085 | 10229500500001 | Ladda upp en bild av detta fornminne      |
| Kolbäck 52:1                     | Hällristning                     |              | Kolbäck, Västmanland |       | 59.576586, 16.190689 | 10229500520001 | Ladda upp en bild av detta fornminne      |
| Kolbäck 53:1                     | Hög                              |              | Kolbäck, Västmanland |       | 59.572625, 16.213866 | 10229500530001 | Ladda upp en bild av detta fornminne      |
| Kolbäck 53:2                     | Stensättning                     |              | Kolbäck, Västmanland |       | 59.572440, 16.213808 | 10229500530002 | Ladda upp en bild av detta fornminne      |
| Kolbäck 53:3                     | Stensättning                     |              | Kolbäck, Västmanland |       | 59.572369, 16.214168 | 10229500530003 | Ladda upp en bild av detta fornminne      |
| Kolbäck 54:1                     | Stensättning                     |              | Kolbäck, Västmanland |       | 59.568853, 16.211511 | 10229500540001 | Ladda upp en bild av detta fornminne      |
| Kolbäck 57:1                     | Gravfält                         |              | Kolbäck, Västmanland |       | 59.569870, 16.205663 | 10229500570001 | Ladda upp en bild av detta fornminne      |
| Kolbäck 58:2                     | Hällristning                     |              | Kolbäck, Västmanland |       | 59.567952, 16.212118 | 10229500580002 | Ladda upp en bild av detta fornminne      |
| Kolbäck 58:3                     | Hällristning                     |              | Kolbäck, Västmanland |       | 59.567940, 16.212149 | 10229500580003 | Ladda upp en bild av detta fornminne      |
| Kolbäck 60:1                     | Stensättning                     |              | Kolbäck, Västmanland |       | 59.584149, 16.244846 | 10229500600001 | Ladda upp en bild av detta fornminne      |
| Kolbäck 61:1                     | Grav- och boplatsområde          |              | Kolbäck, Västmanland |       | 59.581964, 16.232416 | 10229500610001 | Ladda upp en bild av detta fornminne      |
| Kolbäck 63:1                     | Grav- och boplatsområde          |              | Kolbäck, Västmanland |       | 59.585259, 16.230634 | 10229500630001 | Ladda upp en bild av detta fornminne      |
| Kolbäck 63:2                     | Hällristning                     |              | Kolbäck, Västmanland |       | 59.585077, 16.230378 | 10229500630002 | Ladda upp en bild av detta fornminne      |
| Kolbäck 64:1                     | Hällristning                     |              | Kolbäck, Västmanland |       | 59.585648, 16.233228 | 10229500640001 | Ladda upp en bild av detta fornminne      |
| Kolbäck 65:1                     | Stensättning                     |              | Kolbäck, Västmanland |       | 59.585346, 16.232251 | 10229500650001 | Ladda upp en bild av detta fornminne      |
| Kolbäck 66:1                     | Stensättning                     |              | Kolbäck, Västmanland |       | 59.582674, 16.236411 | 10229500660001 | Ladda upp en bild av detta fornminne      |
| Kolbäck 69:1                     | Grav- och boplatsområde          |              | Kolbäck, Västmanland |       | 59.583608, 16.234231 | 10229500690001 | Ladda upp en bild av detta fornminne      |
| Kolbäck 70:1                     | Gravfält                         |              | Kolbäck, Västmanland |       | 59.584601, 16.233394 | 10229500700001 | Ladda upp en bild av detta fornminne      |
| Kolbäck 71:1                     | Stensättning                     |              | Kolbäck, Västmanland |       | 59.583917, 16.232836 | 10229500710001 | Ladda upp en bild av detta fornminne      |
| Kolbäck 72:1                     | Gravfält                         |              | Kolbäck, Västmanland |       | 59.582454, 16.235345 | 10229500720001 | Ladda upp en bild av detta fornminne      |
| Kolbäck 74:1                     | Gravfält                         |              | Kolbäck, Västmanland |       | 59.579267, 16.232522 | 10229500740001 | Ladda upp en bild av detta fornminne      |
| Kolbäck 75:1                     | Stensättning                     |              | Kolbäck, Västmanland |       | 59.579041, 16.231120 | 10229500750001 | Ladda upp en bild av detta fornminne      |
| Kolbäck 76:1                     | Stensättning                     |              | Kolbäck, Västmanland |       | 59.579732, 16.229694 | 10229500760001 | Ladda upp en bild av detta fornminne      |
| Kolbäck 77:1                     | Gravfält                         |              | Kolbäck, Västmanland |       | 59.580355, 16.230606 | 10229500770001 | Ladda upp en bild av detta fornminne      |
| Kolbäck 87:1                     | Gravfält                         |              | Kolbäck, Västmanland |       | 59.577611, 16.238610 | 10229500870001 | Ladda upp en bild av detta fornminne      |
| Kolbäck 88:1                     | Stensättning                     |              | Kolbäck, Västmanland |       | 59.577905, 16.246317 | 10229500880001 | Ladda upp en bild av detta fornminne      |
| Kolbäck 89:1                     | Stensättning                     |              | Kolbäck, Västmanland |       | 59.579156, 16.246171 | 10229500890001 | Ladda upp en bild av detta fornminne      |
| Kolbäck 89:2                     | Stensättning                     |              | Kolbäck, Västmanland |       | 59.579038, 16.246096 | 10229500890002 | Ladda upp en bild av detta fornminne      |
| Kolbäck 93:1                     | Stensättning                     |              | Kolbäck, Västmanland |       | 59.564638, 16.211190 | 10229500930001 | Ladda upp en bild av detta fornminne      |
| Kolbäck 95:1                     | Gravfält                         |              | Kolbäck, Västmanland |       | 59.564206, 16.214208 | 10229500950001 | Ladda upp en bild av detta fornminne      |
| Kolbäck 96:1                     | Hög                              |              | Kolbäck, Västmanland |       | 59.563549, 16.216017 | 10229500960001 | Ladda upp en bild av detta fornminne      |
| Kolbäck 101:1                    | Stensättning                     |              | Kolbäck, Västmanland |       | 59.562361, 16.212547 | 10229501010001 | Ladda upp en bild av detta fornminne      |
| Kolbäck 102:1                    | Gravfält                         |              | Kolbäck, Västmanland |       | 59.562252, 16.210459 | 10229501020001 | Ladda upp en bild av detta fornminne      |
| Kolbäck 103:1                    | Gravfält                         |              | Kolbäck, Västmanland |       | 59.563246, 16.210779 | 10229501030001 | Ladda upp en bild av detta fornminne      |
| Kolbäck 106:1                    | Stensättning                     |              | Kolbäck, Västmanland |       | 59.561089, 16.211983 | 10229501060001 | Ladda upp en bild av detta fornminne      |
| Kolbäck 106:2                    | Stensättning                     |              | Kolbäck, Västmanland |       | 59.561128, 16.211400 | 10229501060002 | Ladda upp en bild av detta fornminne      |
| Kolbäck 106:3                    | Stensättning                     |              | Kolbäck, Västmanland |       | 59.560936, 16.210867 | 10229501060003 | Ladda upp en bild av detta fornminne      |
| Kolbäck 106:4                    | Stensättning                     |              | Kolbäck, Västmanland |       | 59.560891, 16.211552 | 10229501060004 | Ladda upp en bild av detta fornminne      |
| Kolbäck 107:1                    | Stensättning                     |              | Kolbäck, Västmanland |       | 59.559810, 16.210995 | 10229501070001 | Ladda upp en bild av detta fornminne      |
| Kolbäck 107:2                    | Stensättning                     |              | Kolbäck, Västmanland |       | 59.559646, 16.210802 | 10229501070002 | Ladda upp en bild av detta fornminne      |
| Kolbäck 107:3                    | Hällristning                     |              | Kolbäck, Västmanland |       | 59.559815, 16.210719 | 10229501070003 | Ladda upp en bild av detta fornminne      |
| Kolbäck 108:1                    | Stensättning                     |              | Kolbäck, Västmanland |       | 59.560151, 16.210544 | 10229501080001 | Ladda upp en bild av detta fornminne      |
| Kolbäck 109:1                    | Stensättning                     |              | Kolbäck, Västmanland |       | 59.559386, 16.211615 | 10229501090001 | Ladda upp en bild av detta fornminne      |
| Kolbäck 113:1                    | Gravfält                         |              | Kolbäck, Västmanland |       | 59.559686, 16.213768 | 10229501130001 | Ladda upp en bild av detta fornminne      |
| Kolbäck 114:1                    | Stensättning                     |              | Kolbäck, Västmanland |       | 59.560703, 16.212809 | 10229501140001 | Ladda upp en bild av detta fornminne      |
| Kolbäck 115:1                    | Gravfält                         |              | Kolbäck, Västmanland |       | 59.559885, 16.215631 | 10229501150001 | Ladda upp en bild av detta fornminne      |
| Kolbäck 118:1                    | Gravfält                         |              | Kolbäck, Västmanland |       | 59.557629, 16.216338 | 10229501180001 | Ladda upp en bild av detta fornminne      |
| Kolbäck 119:1                    | Stensättning                     |              | Kolbäck, Västmanland |       | 59.554515, 16.206067 | 10229501190001 | Ladda upp en bild av detta fornminne      |
| Kolbäck 119:2                    | Stensättning                     |              | Kolbäck, Västmanland |       | 59.554659, 16.206009 | 10229501190002 | Ladda upp en bild av detta fornminne      |
| Kolbäck 121:1                    | Gravfält                         |              | Kolbäck, Västmanland |       | 59.554358, 16.213113 | 10229501210001 | Ladda upp en bild av detta fornminne      |
| Kolbäck 122:1                    | Hällristning                     |              | Kolbäck, Västmanland |       | 59.553967, 16.210564 | 10229501220001 | Ladda upp en bild av detta fornminne      |
| Kolbäck 123:1                    | Stensättning                     |              | Kolbäck, Västmanland |       | 59.550662, 16.212070 | 10229501230001 | Ladda upp en bild av detta fornminne      |
| Kolbäck 123:2                    | Stensättning                     |              | Kolbäck, Västmanland |       | 59.550890, 16.211876 | 10229501230002 | Ladda upp en bild av detta fornminne      |
| Kolbäck 123:3                    | Stensättning                     |              | Kolbäck, Västmanland |       | 59.550538, 16.212337 | 10229501230003 | Ladda upp en bild av detta fornminne      |
| Kolbäck 124:1                    | Gravfält                         |              | Kolbäck, Västmanland |       | 59.550491, 16.213752 | 10229501240001 | Ladda upp en bild av detta fornminne      |
| Kolbäck 125:1                    | Stensättning                     |              | Kolbäck, Västmanland |       | 59.549829, 16.207985 | 10229501250001 | Ladda upp en bild av detta fornminne      |
| Kolbäck 126:1                    | Stensättning                     |              | Kolbäck, Västmanland |       | 59.556909, 16.194126 | 10229501260001 | Ladda upp en bild av detta fornminne      |
| Kolbäck 127:1                    | Stensättning                     |              | Kolbäck, Västmanland |       | 59.556445, 16.193433 | 10229501270001 | Ladda upp en bild av detta fornminne      |
| Kolbäck 129:1                    | Gravfält                         |              | Kolbäck, Västmanland |       | 59.557949, 16.192235 | 10229501290001 | Ladda upp en bild av detta fornminne      |
| Kolbäck 131:1                    | Gravfält                         |              | Kolbäck, Västmanland |       | 59.558926, 16.192684 | 10229501310001 | Ladda upp en bild av detta fornminne      |
| Kolbäck 133:1                    | Stensättning                     |              | Kolbäck, Västmanland |       | 59.558850, 16.199101 | 10229501330001 | Ladda upp en bild av detta fornminne      |
| Kolbäck 133:2                    | Stensättning                     |              | Kolbäck, Västmanland |       | 59.558851, 16.198472 | 10229501330002 | Ladda upp en bild av detta fornminne      |
| Kolbäck 133:3                    | Stensättning                     |              | Kolbäck, Västmanland |       | 59.559013, 16.197795 | 10229501330003 | Ladda upp en bild av detta fornminne      |
| Kolbäck 135:1                    | Gravfält                         |              | Kolbäck, Västmanland |       | 59.556511, 16.198455 | 10229501350001 | Ladda upp en bild av detta fornminne      |
| Kolbäck 136:1                    | Gravfält                         |              | Kolbäck, Västmanland |       | 59.557861, 16.197194 | 10229501360001 | Ladda upp en bild av detta fornminne      |
| Kolbäck 137:1                    | Gravfält                         |              | Kolbäck, Västmanland |       | 59.559074, 16.195593 | 10229501370001 | Ladda upp en bild av detta fornminne      |
| Kolbäck 139:1                    | Stensättning                     |              | Kolbäck, Västmanland |       | 59.560816, 16.192881 | 10229501390001 | Ladda upp en bild av detta fornminne      |
| Kolbäck 139:2                    | Stensättning                     |              | Kolbäck, Västmanland |       | 59.560628, 16.192581 | 10229501390002 | Ladda upp en bild av detta fornminne      |
| Kolbäck 139:3                    | Stensättning                     |              | Kolbäck, Västmanland |       | 59.560553, 16.192980 | 10229501390003 | Ladda upp en bild av detta fornminne      |
| Kolbäck 140:1                    | Stensättning                     |              | Kolbäck, Västmanland |       | 59.560609, 16.191463 | 10229501400001 | Ladda upp en bild av detta fornminne      |
| Kolbäck 141:1                    | Stensättning                     |              | Kolbäck, Västmanland |       | 59.560690, 16.193714 | 10229501410001 | Ladda upp en bild av detta fornminne      |
| Kolbäck 141:2                    | Stensättning                     |              | Kolbäck, Västmanland |       | 59.560592, 16.193649 | 10229501410002 | Ladda upp en bild av detta fornminne      |
| Kolbäck 142:1                    | Stensättning                     |              | Kolbäck, Västmanland |       | 59.559798, 16.193637 | 10229501420001 | Ladda upp en bild av detta fornminne      |
| Kolbäck 142:2                    | Röse                             |              | Kolbäck, Västmanland |       | 59.560032, 16.193008 | 10229501420002 | Ladda upp en bild av detta fornminne      |
| Kolbäck 142:3                    | Stensättning                     |              | Kolbäck, Västmanland |       | 59.560262, 16.192528 | 10229501420003 | Ladda upp en bild av detta fornminne      |
| Kolbäck 143:1                    | Stensättning                     |              | Kolbäck, Västmanland |       | 59.560146, 16.190466 | 10229501430001 | Ladda upp en bild av detta fornminne      |
| Kolbäck 144:1                    | Hög                              |              | Kolbäck, Västmanland |       | 59.562120, 16.187510 | 10229501440001 | Ladda upp en bild av detta fornminne      |
| Kolbäck 145:1                    | Stensättning                     |              | Kolbäck, Västmanland |       | 59.562024, 16.189867 | 10229501450001 | Ladda upp en bild av detta fornminne      |
| Kolbäck 146:1                    | Stensättning                     |              | Kolbäck, Västmanland |       | 59.561659, 16.190562 | 10229501460001 | Ladda upp en bild av detta fornminne      |
| Kolbäck 146:2                    | Stensättning                     |              | Kolbäck, Västmanland |       | 59.561440, 16.190864 | 10229501460002 | Ladda upp en bild av detta fornminne      |
| Kolbäck 147:1                    | Stensättning                     |              | Kolbäck, Västmanland |       | 59.561205, 16.196547 | 10229501470001 | Ladda upp en bild av detta fornminne      |
| Kolbäck 148:1                    | Stensättning                     |              | Kolbäck, Västmanland |       | 59.560288, 16.198387 | 10229501480001 | Ladda upp en bild av detta fornminne      |
| Kolbäck 148:2                    | Stensättning                     |              | Kolbäck, Västmanland |       | 59.560193, 16.198110 | 10229501480002 | Ladda upp en bild av detta fornminne      |
| Kolbäck 150:1                    | Stensättning                     |              | Kolbäck, Västmanland |       | 59.554646, 16.193456 | 10229501500001 | Ladda upp en bild av detta fornminne      |
| Kolbäck 150:2                    | Stensättning                     |              | Kolbäck, Västmanland |       | 59.554393, 16.193255 | 10229501500002 | Ladda upp en bild av detta fornminne      |
| Kolbäck 151:1                    | Stensättning                     |              | Kolbäck, Västmanland |       | 59.554483, 16.195204 | 10229501510001 | Ladda upp en bild av detta fornminne      |
| Kolbäck 152:1                    | Stensättning                     |              | Kolbäck, Västmanland |       | 59.554156, 16.195825 | 10229501520001 | Ladda upp en bild av detta fornminne      |
| Kolbäck 155:1                    | Gravfält                         |              | Kolbäck, Västmanland |       | 59.556779, 16.181804 | 10229501550001 | Ladda upp en bild av detta fornminne      |
| Kolbäck 157:1                    | Gravfält                         |              | Kolbäck, Västmanland |       | 59.543381, 16.223967 | 10229501570001 | Ladda upp en bild av detta fornminne      |
| Kolbäck 159:1                    | Stensättning                     |              | Kolbäck, Västmanland |       | 59.542841, 16.179107 | 10229501590001 | Ladda upp en bild av detta fornminne      |
| Kolbäck 162:1                    | Gravfält                         |              | Kolbäck, Västmanland |       | 59.549373, 16.194562 | 10229501620001 | Ladda upp en bild av detta fornminne      |
| Kolbäck 164:1                    | Stensättning                     |              | Kolbäck, Västmanland |       | 59.547472, 16.202035 | 10229501640001 | Ladda upp en bild av detta fornminne      |
| Kolbäck 164:2                    | Stensättning                     |              | Kolbäck, Västmanland |       | 59.547117, 16.201906 | 10229501640002 | Ladda upp en bild av detta fornminne      |
| Kolbäck 165:1                    | Stensättning                     |              | Kolbäck, Västmanland |       | 59.545607, 16.224452 | 10229501650001 | Ladda upp en bild av detta fornminne      |
| Kolbäck 165:2                    | Stensättning                     |              | Kolbäck, Västmanland |       | 59.545518, 16.224691 | 10229501650002 | Ladda upp en bild av detta fornminne      |
| Kolbäck 166:1                    | Stensättning                     |              | Kolbäck, Västmanland |       | 59.549312, 16.224109 | 10229501660001 | Ladda upp en bild av detta fornminne      |
| Kolbäck 168:1                    | Stensättning                     |              | Kolbäck, Västmanland |       | 59.543856, 16.223046 | 10229501680001 | Ladda upp en bild av detta fornminne      |
| Kolbäck 171:1                    | Stensättning                     |              | Kolbäck, Västmanland |       | 59.544396, 16.218614 | 10229501710001 | Ladda upp en bild av detta fornminne      |
| Kolbäck 172:1                    | Stensättning                     |              | Kolbäck, Västmanland |       | 59.543857, 16.214700 | 10229501720001 | Ladda upp en bild av detta fornminne      |
| Kolbäck 174:1                    | Stensättning                     |              | Kolbäck, Västmanland |       | 59.541736, 16.218288 | 10229501740001 | Ladda upp en bild av detta fornminne      |
| Kolbäck 175:1                    | Stensättning                     |              | Kolbäck, Västmanland |       | 59.556253, 16.238651 | 10229501750001 | Ladda upp en bild av detta fornminne      |
| Kolbäck 176:1                    | Stensättning                     |              | Kolbäck, Västmanland |       | 59.537302, 16.210812 | 10229501760001 | Ladda upp en bild av detta fornminne      |
| Kolbäck 176:2                    | Stensättning                     |              | Kolbäck, Västmanland |       | 59.537179, 16.210955 | 10229501760002 | Ladda upp en bild av detta fornminne      |
| Kolbäck 177:1                    | Stensättning                     |              | Kolbäck, Västmanland |       | 59.537590, 16.218864 | 10229501770001 | Ladda upp en bild av detta fornminne      |
| Kolbäck 178:2                    | Stensättning                     |              | Kolbäck, Västmanland |       | 59.538781, 16.229266 | 10229501780002 | Ladda upp en bild av detta fornminne      |
| Kolbäck 178:3                    | Stensättning                     |              | Kolbäck, Västmanland |       | 59.538904, 16.229173 | 10229501780003 | Ladda upp en bild av detta fornminne      |
| Kolbäck 179:1                    | Grav- och boplatsområde          |              | Kolbäck, Västmanland |       | 59.539232, 16.228002 | 10229501790001 | Ladda upp en bild av detta fornminne      |
| Kolbäck 181:1                    | Grav- och boplatsområde          |              | Kolbäck, Västmanland |       | 59.538021, 16.227623 | 10229501810001 | Ladda upp en bild av detta fornminne      |
| Kolbäck 182:1                    | Stensättning                     |              | Kolbäck, Västmanland |       | 59.538732, 16.230054 | 10229501820001 | Ladda upp en bild av detta fornminne      |
| Kolbäck 183:1                    | Stensättning                     |              | Kolbäck, Västmanland |       | 59.535448, 16.224327 | 10229501830001 | Ladda upp en bild av detta fornminne      |
| Kolbäck 183:2                    | Stensättning                     |              | Kolbäck, Västmanland |       | 59.535445, 16.224617 | 10229501830002 | Ladda upp en bild av detta fornminne      |
| Kolbäck 183:3                    | Stensättning                     |              | Kolbäck, Västmanland |       | 59.535426, 16.224860 | 10229501830003 | Ladda upp en bild av detta fornminne      |
| Kolbäck 184:1                    | Stensättning                     |              | Kolbäck, Västmanland |       | 59.535387, 16.220509 | 10229501840001 | Ladda upp en bild av detta fornminne      |
| Kolbäck 185:1                    | Stensättning                     |              | Kolbäck, Västmanland |       | 59.534827, 16.223342 | 10229501850001 | Ladda upp en bild av detta fornminne      |
| Kolbäck 187:1                    | Stensättning                     |              | Kolbäck, Västmanland |       | 59.533820, 16.223743 | 10229501870001 | Ladda upp en bild av detta fornminne      |
| Kolbäck 187:2                    | Stensättning                     |              | Kolbäck, Västmanland |       | 59.534012, 16.224142 | 10229501870002 | Ladda upp en bild av detta fornminne      |
| Kolbäck 187:3                    | Stensättning                     |              | Kolbäck, Västmanland |       | 59.534085, 16.224479 | 10229501870003 | Ladda upp en bild av detta fornminne      |
| Kolbäck 193:1                    | Stensättning                     |              | Kolbäck, Västmanland |       | 59.539787, 16.243954 | 10229501930001 | Ladda upp en bild av detta fornminne      |
| Kolbäck 194:1                    | Stensättning                     |              | Kolbäck, Västmanland |       | 59.540361, 16.243931 | 10229501940001 | Ladda upp en bild av detta fornminne      |
| Kolbäck 195:1                    | Gravfält                         |              | Kolbäck, Västmanland |       | 59.540670, 16.235899 | 10229501950001 | Ladda upp en bild av detta fornminne      |
| Kolbäck 196:1                    | Gravfält                         |              | Kolbäck, Västmanland |       | 59.539568, 16.238381 | 10229501960001 | Ladda upp en bild av detta fornminne      |
| Kolbäck 197:1                    | Gravfält                         |              | Kolbäck, Västmanland |       | 59.534970, 16.243633 | 10229501970001 | Ladda upp en bild av detta fornminne      |
| Kolbäck 200:1                    | Hällristning                     |              | Kolbäck, Västmanland |       | 59.536520, 16.237211 | 10229502000001 | Ladda upp en bild av detta fornminne      |
| Kolbäck 201:1                    | Stensättning                     |              | Kolbäck, Västmanland |       | 59.532850, 16.238090 | 10229502010001 | Ladda upp en bild av detta fornminne      |
| Kolbäck 202:1                    | Stensättning                     |              | Kolbäck, Västmanland |       | 59.533319, 16.238620 | 10229502020001 | Ladda upp en bild av detta fornminne      |
| Kolbäck 204:1                    | Stensättning                     |              | Kolbäck, Västmanland |       | 59.563502, 16.182203 | 10229502040001 | Ladda upp en bild av detta fornminne      |
| Kolbäck 205:1                    | Stensättning                     |              | Kolbäck, Västmanland |       | 59.564493, 16.182210 | 10229502050001 | Ladda upp en bild av detta fornminne      |
| Kolbäck 205:2                    | Stensättning                     |              | Kolbäck, Västmanland |       | 59.564420, 16.181901 | 10229502050002 | Ladda upp en bild av detta fornminne      |
| Kolbäck 206:1                    | Röse                             |              | Kolbäck, Västmanland |       | 59.565620, 16.162890 | 10229502060001 | Ladda upp en bild av detta fornminne      |
| Kolbäck 207:1                    | Stensättning                     |              | Kolbäck, Västmanland |       | 59.567485, 16.152375 | 10229502070001 | Ladda upp en bild av detta fornminne      |
| Kolbäck 207:2                    | Stensättning                     |              | Kolbäck, Västmanland |       | 59.567199, 16.152264 | 10229502070002 | Ladda upp en bild av detta fornminne      |
| Kolbäck 208:1                    | Stensättning                     |              | Kolbäck, Västmanland |       | 59.568007, 16.151559 | 10229502080001 | Ladda upp en bild av detta fornminne      |
| Bärsta (Kolbäck 209:1)           | Stensättning                     |              | Kolbäck, Västmanland |       | 59.574760, 16.160060 | 10229502090001 | Ladda upp en bild av detta fornminne      |
| Kolbäck 210:1                    | Röse                             |              | Kolbäck, Västmanland |       | 59.578113, 16.161250 | 10229502100001 | Ladda upp en bild av detta fornminne      |
| Kolbäck 210:2                    | Röse                             |              | Kolbäck, Västmanland |       | 59.577955, 16.161029 | 10229502100002 | Ladda upp en bild av detta fornminne      |
| Kolbäck 213:1                    | Hällristning                     |              | Kolbäck, Västmanland |       | 59.566939, 16.253444 | 10229502130001 | Ladda upp en bild av detta fornminne      |
| Kolbäck 214:1                    | Stensättning                     |              | Kolbäck, Västmanland |       | 59.567244, 16.250474 | 10229502140001 | Ladda upp en bild av detta fornminne      |
| Kolbäck 215:1                    | Stensättning                     |              | Kolbäck, Västmanland |       | 59.563322, 16.245890 | 10229502150001 | Ladda upp en bild av detta fornminne      |
| Kolbäck 215:2                    | Stensättning                     |              | Kolbäck, Västmanland |       | 59.563234, 16.246016 | 10229502150002 | Ladda upp en bild av detta fornminne      |
| Kolbäck 217:1                    | Gravfält                         |              | Kolbäck, Västmanland |       | 59.558743, 16.241916 | 10229502170001 | Ladda upp en bild av detta fornminne      |
| Kolbäck 218:1                    | Gravfält                         |              | Kolbäck, Västmanland |       | 59.556005, 16.245244 | 10229502180001 | Ladda upp en bild av detta fornminne      |
| Kolbäck 219:1                    | Hällristning                     |              | Kolbäck, Västmanland |       | 59.561651, 16.242136 | 10229502190001 | Ladda upp en bild av detta fornminne      |
| Kolbäck 220:1                    | Hög                              |              | Kolbäck, Västmanland |       | 59.561711, 16.239198 | 10229502200001 | Ladda upp en bild av detta fornminne      |
| Kolbäck 221:1                    | Stensättning                     |              | Kolbäck, Västmanland |       | 59.550708, 16.219789 | 10229502210001 | Ladda upp en bild av detta fornminne      |
| Kolbäck 222:1                    | Stensättning                     |              | Kolbäck, Västmanland |       | 59.561531, 16.256057 | 10229502220001 | Ladda upp en bild av detta fornminne      |
| Kolbäck 223:1                    | Stensättning                     |              | Kolbäck, Västmanland |       | 59.561642, 16.258998 | 10229502230001 | Ladda upp en bild av detta fornminne      |
| Kolbäck 224:1                    | Gravfält                         |              | Kolbäck, Västmanland |       | 59.542803, 16.248078 | 10229502240001 | Ladda upp en bild av detta fornminne      |
| Kolbäck 225:1                    | Stensättning                     |              | Kolbäck, Västmanland |       | 59.539858, 16.248913 | 10229502250001 | Ladda upp en bild av detta fornminne      |
| Kolbäck 226:1                    | Stensättning                     |              | Kolbäck, Västmanland |       | 59.535891, 16.248208 | 10229502260001 | Ladda upp en bild av detta fornminne      |
| Kolbäck 226:2                    | Stensättning                     |              | Kolbäck, Västmanland |       | 59.535758, 16.248228 | 10229502260002 | Ladda upp en bild av detta fornminne      |
| Kolbäck 226:3                    | Stensättning                     |              | Kolbäck, Västmanland |       | 59.535657, 16.248160 | 10229502260003 | Ladda upp en bild av detta fornminne      |
| Kolbäck 227:1                    | Gravfält                         |              | Kolbäck, Västmanland |       | 59.533716, 16.247135 | 10229502270001 | Ladda upp en bild av detta fornminne      |
| Kolbäck 228:1                    | Gravfält                         |              | Kolbäck, Västmanland |       | 59.534850, 16.247695 | 10229502280001 | Ladda upp en bild av detta fornminne      |
| Kolbäck 231:1                    | Stensättning                     |              | Kolbäck, Västmanland |       | 59.559796, 16.196184 | 10229502310001 | Ladda upp en bild av detta fornminne      |
| Kolbäck 232:1                    | Hällristning                     |              | Kolbäck, Västmanland |       | 59.561768, 16.184173 | 10229502320001 | Ladda upp en bild av detta fornminne      |
| Kolbäck 233:1                    | Hällristning                     |              | Kolbäck, Västmanland |       | 59.544260, 16.184108 | 10229502330001 | Ladda upp en bild av detta fornminne      |
| Kolbäck 261:1                    | Gravfält                         |              | Kolbäck, Västmanland |       | 59.555359, 16.245727 | 10229502610001 | Ladda upp en bild av detta fornminne      |
| Kolbäck 262:1                    | Hällristning                     |              | Kolbäck, Västmanland |       | 59.583890, 16.231220 | 10229502620001 | Ladda upp en bild av detta fornminne      |
| Kolbäck 263:1                    | Hällristning                     |              | Kolbäck, Västmanland |       | 59.566839, 16.208809 | 10229502630001 | Ladda upp en bild av detta fornminne      |
| Kolbäck 263:2                    | Hällristning                     |              | Kolbäck, Västmanland |       | 59.566833, 16.208864 | 10229502630002 | Ladda upp en bild av detta fornminne      |
| Kolbäck 269:1                    | Stensättning                     |              | Kolbäck, Västmanland |       | 59.549170, 16.189177 | 10229502690001 | Ladda upp en bild av detta fornminne      |
| Kolbäck 271:1                    | Stensättning                     |              | Kolbäck, Västmanland |       | 59.545343, 16.225377 | 10229502710001 | Ladda upp en bild av detta fornminne      |
| Kolbäck 271:2                    | Stensättning                     |              | Kolbäck, Västmanland |       | 59.545245, 16.225514 | 10229502710002 | Ladda upp en bild av detta fornminne      |
| Tättingbacken (Kolbäck 273:1)    | Gravfält                         |              | Kolbäck, Västmanland |       | 59.539092, 16.244828 | 10229502730001 | Ladda upp en bild av detta fornminne      |
| Kolbäck 276:1                    | Stensättning                     |              | Kolbäck, Västmanland |       | 59.536061, 16.220470 | 10229502760001 | Ladda upp en bild av detta fornminne      |
| Kolbäck 282:1                    | Hög                              |              | Kolbäck, Västmanland |       | 59.523407, 16.230359 | 10229502820001 | Ladda upp en bild av detta fornminne      |
| Kolbäck 284:1                    | Röse                             |              | Kolbäck, Västmanland |       | 59.539840, 16.204319 | 10229502840001 | Ladda upp en bild av detta fornminne      |
| Kolbäck 285:1                    | Stensättning                     |              | Kolbäck, Västmanland |       | 59.533428, 16.222140 | 10229502850001 | Ladda upp en bild av detta fornminne      |
| Kolbäck 303:1                    | Husgrund, förhistorisk/medeltida |              | Kolbäck, Västmanland |       | 59.559567, 16.198809 | 10229503030001 | Ladda upp en bild av detta fornminne      |
| Kolbäck 311:1                    | Hällristning                     |              | Kolbäck, Västmanland |       | 59.560965, 16.184066 | 10229503110001 | Ladda upp en bild av detta fornminne      |
| Kolbäck 315:1                    | Stensättning                     |              | Kolbäck, Västmanland |       | 59.571630, 16.160627 | 10229503150001 | Ladda upp en bild av detta fornminne      |
| Kolbäck 319:1                    | Hällristning                     |              | Kolbäck, Västmanland |       | 59.534477, 16.238698 | 10229503190001 | Ladda upp en bild av detta fornminne      |
| Kolbäck 335:1                    | Gravfält                         |              | Kolbäck, Västmanland |       | 59.542350, 16.231324 | 10229503350001 | Ladda upp en bild av detta fornminne      |
| Kolbäck 339:1                    | Hällristning                     |              | Kolbäck, Västmanland |       | 59.551943, 16.210300 | 10229503390001 | Ladda upp en bild av detta fornminne      |
| Kolbäck 340:1                    | Hällristning                     |              | Kolbäck, Västmanland |       | 59.552075, 16.213276 | 10229503400001 | Ladda upp en bild av detta fornminne      |
| Kolbäck 340:2                    | Hällristning                     |              | Kolbäck, Västmanland |       | 59.552002, 16.213213 | 10229503400002 | Ladda upp en bild av detta fornminne      |
| Kolbäck 340:3                    | Hällristning                     |              | Kolbäck, Västmanland |       | 59.552055, 16.213157 | 10229503400003 | Ladda upp en bild av detta fornminne      |
| Kolbäck 340:4                    | Hällristning                     |              | Kolbäck, Västmanland |       | 59.551872, 16.212976 | 10229503400004 | Ladda upp en bild av detta fornminne      |
| Kolbäck 340:5                    | Hällristning                     |              | Kolbäck, Västmanland |       | 59.551815, 16.212724 | 10229503400005 | Ladda upp en bild av detta fornminne      |
| Kolbäck 340:6                    | Hällristning                     |              | Kolbäck, Västmanland |       | 59.551731, 16.212768 | 10229503400006 | Ladda upp en bild av detta fornminne      |
| Kolbäck 340:7                    | Hällristning                     |              | Kolbäck, Västmanland |       | 59.551595, 16.212725 | 10229503400007 | Ladda upp en bild av detta fornminne      |
| Kolbäck 341:1                    | Hällristning                     |              | Kolbäck, Västmanland |       | 59.552680, 16.214006 | 10229503410001 | Ladda upp en bild av detta fornminne      |
| Kolbäck 341:2                    | Hällristning                     |              | Kolbäck, Västmanland |       | 59.552674, 16.213667 | 10229503410002 | Ladda upp en bild av detta fornminne      |
| Kolbäck 342:1                    | Hällristning                     |              | Kolbäck, Västmanland |       | 59.548164, 16.224321 | 10229503420001 | Ladda upp en bild av detta fornminne      |
| Kolbäck 343:1                    | Hällristning                     |              | Kolbäck, Västmanland |       | 59.573977, 16.195697 | 10229503430001 | Ladda upp en bild av detta fornminne      |
| Kolbäck 344:1                    | Hällristning                     |              | Kolbäck, Västmanland |       | 59.573414, 16.194213 | 10229503440001 | Ladda upp en bild av detta fornminne      |
| Kolbäck 345:1                    | Hällristning                     |              | Kolbäck, Västmanland |       | 59.573871, 16.193870 | 10229503450001 | Ladda upp en bild av detta fornminne      |
| Kolbäck 346:1                    | Hällristning                     |              | Kolbäck, Västmanland |       | 59.580316, 16.178026 | 10229503460001 | Ladda upp en bild av detta fornminne      |
| Kolbäck 347:1                    | Hällristning                     |              | Kolbäck, Västmanland |       | 59.581746, 16.176881 | 10229503470001 | Ladda upp en bild av detta fornminne      |
| Kolbäck 348:1                    | Hällristning                     |              | Kolbäck, Västmanland |       | 59.578755, 16.169201 | 10229503480001 | Ladda upp en bild av detta fornminne      |
| Kolbäck 349:1                    | Hällristning                     |              | Kolbäck, Västmanland |       | 59.579063, 16.168344 | 10229503490001 | Ladda upp en bild av detta fornminne      |
| Kolbäck 350:1                    | Hällristning                     |              | Kolbäck, Västmanland |       | 59.569032, 16.184576 | 10229503500001 | Ladda upp en bild av detta fornminne      |
| Kolbäck 351:1                    | Hällristning                     |              | Kolbäck, Västmanland |       | 59.568824, 16.192454 | 10229503510001 | Ladda upp en bild av detta fornminne      |
| Kolbäck 352:1                    | Hällristning                     |              | Kolbäck, Västmanland |       | 59.576023, 16.189952 | 10229503520001 | Ladda upp en bild av detta fornminne      |
| Kolbäck 353:1                    | Hällristning                     |              | Kolbäck, Västmanland |       | 59.566066, 16.202464 | 10229503530001 | Ladda upp en bild av detta fornminne      |
| Kolbäck 354:1                    | Hällristning                     |              | Kolbäck, Västmanland |       | 59.566649, 16.202479 | 10229503540001 | Ladda upp en bild av detta fornminne      |
| Kolbäck 354:2                    | Hällristning                     |              | Kolbäck, Västmanland |       | 59.566648, 16.202475 | 10229503540002 | Ladda upp en bild av detta fornminne      |
| Kolbäck 354:3                    | Hällristning                     |              | Kolbäck, Västmanland |       | 59.566648, 16.202481 | 10229503540003 | Ladda upp en bild av detta fornminne      |
| Kolbäck 354:4                    | Hällristning                     |              | Kolbäck, Västmanland |       | 59.566560, 16.202292 | 10229503540004 | Ladda upp en bild av detta fornminne      |
| Kolbäck 354:5                    | Hällristning                     |              | Kolbäck, Västmanland |       | 59.566562, 16.202291 | 10229503540005 | Ladda upp en bild av detta fornminne      |
| Kolbäck 354:6                    | Hällristning                     |              | Kolbäck, Västmanland |       | 59.566559, 16.202295 | 10229503540006 | Ladda upp en bild av detta fornminne      |
| Kolbäck 354:7                    | Hällristning                     |              | Kolbäck, Västmanland |       | 59.566556, 16.202291 | 10229503540007 | Ladda upp en bild av detta fornminne      |
| Kolbäck 372:1                    | Lägenhetsbebyggelse              |              | Kolbäck, Västmanland |       | 59.549223, 16.195355 | 10229503720001 | Ladda upp en bild av detta fornminne      |
| Kolbäck 382                      | Stensättning                     |              | Kolbäck, Västmanland |       | 59.532823, 16.248962 | 12000000006204 | Ladda upp en bild av detta fornminne      |
| Kolbäck 384                      | Stensättning                     |              | Kolbäck, Västmanland |       | 59.532756, 16.249025 | 12000000006206 | Ladda upp en bild av detta fornminne      |
| Kolbäck 385                      | Stensättning                     |              | Kolbäck, Västmanland |       | 59.567464, 16.152354 | 12000000011492 | Ladda upp en bild av detta fornminne      |
| Åstorpet (Kolbäck 401)           | Lägenhetsbebyggelse              |              | Kolbäck, Västmanland |       | 59.537054, 16.249984 | 12000000107322 | Ladda upp en bild av detta fornminne      |
| Kolbäck 403                      | Lägenhetsbebyggelse              |              | Kolbäck, Västmanland |       | 59.538888, 16.247573 | 12000000107336 | Ladda upp en bild av detta fornminne      |
| Borgby-skans (Säby 81:1)         | Fornborg                         |              | Kolbäck, Västmanland |       | 59.562306, 16.263082 | 10232300810001 | Ladda upp en bild av detta fornminne      |

## Svedvi
| Namn                         | Lämningstyp                      | Tillkomsttid | Historisk indelning | Plats | Läge                 | ID-nr          | Bild                                      |
| ---------------------------- | -------------------------------- | ------------ | ------------------- | ----- | -------------------- | -------------- | ----------------------------------------- |
| Svedvi 1:1                   | Stensättning                     |              | Svedvi, Västmanland |       | 59.592492, 16.266089 | 10232200010001 | Ladda upp en bild av detta fornminne      |
| Svedvi 2:1                   | Gravfält                         |              | Svedvi, Västmanland |       | 59.593843, 16.265014 | 10232200020001 | Ladda upp en bild av detta fornminne      |
| Svedvi 3:1                   | Hällristning                     |              | Svedvi, Västmanland |       | 59.590775, 16.263175 | 10232200030001 | Ladda upp en bild av detta fornminne      |
| Svedvi 3:2                   | Hällristning                     |              | Svedvi, Västmanland |       | 59.590910, 16.263078 | 10232200030002 | Ladda upp en bild av detta fornminne      |
| Svedvi 4:2                   | Hällristning                     |              | Svedvi, Västmanland |       | 59.594096, 16.260289 | 10232200040002 | Ladda upp en bild av detta fornminne      |
| Svedvi 5:1                   | Hällristning                     |              | Svedvi, Västmanland |       | 59.594585, 16.258680 | 10232200050001 | Ladda upp en bild av detta fornminne      |
| Svedvi 6:1                   | Stensättning                     |              | Svedvi, Västmanland |       | 59.595035, 16.257729 | 10232200060001 | Ladda upp en bild av detta fornminne      |
| Svedvi 6:2                   | Hällristning                     |              | Svedvi, Västmanland |       | 59.595153, 16.258156 | 10232200060002 | Ladda upp en bild av detta fornminne      |
| Svedvi 7:1                   | Stensättning                     |              | Svedvi, Västmanland |       | 59.598801, 16.258141 | 10232200070001 | Ladda upp en bild av detta fornminne      |
| Svedvi 8:1                   | Hällristning                     |              | Svedvi, Västmanland |       | 59.597012, 16.254817 | 10232200080001 | Ladda upp en bild av detta fornminne      |
| Svedvi 9:1                   | Hällristning                     |              | Svedvi, Västmanland |       | 59.598915, 16.253469 | 10232200090001 | Ladda upp en bild av detta fornminne      |
| Svedvi 10:1                  | Hällristning                     |              | Svedvi, Västmanland |       | 59.599960, 16.251240 | 10232200100001 | Ladda upp en bild av detta fornminne      |
| Svedvi 11:1                  | Stenkammargrav                   |              | Svedvi, Västmanland |       | 59.597050, 16.252230 | 10232200110001 | Ladda upp en bild av detta fornminne      |
| Svedvi 12:1                  | Hällristning                     |              | Svedvi, Västmanland |       | 59.595799, 16.250683 | 10232200120001 | Ladda upp en bild av detta fornminne      |
| Svedvi 13:1                  | Stensättning                     |              | Svedvi, Västmanland |       | 59.593535, 16.251852 | 10232200130001 | Ladda upp en bild av detta fornminne      |
| Svedvi 13:2                  | Hällristning                     |              | Svedvi, Västmanland |       | 59.593457, 16.251960 | 10232200130002 | Ladda upp en bild av detta fornminne      |
| Svedvi 13:3                  | Hällristning                     |              | Svedvi, Västmanland |       | 59.593495, 16.251998 | 10232200130003 | Ladda upp en bild av detta fornminne      |
| Svedvi 13:4                  | Hällristning                     |              | Svedvi, Västmanland |       | 59.593449, 16.251887 | 10232200130004 | Ladda upp en bild av detta fornminne      |
| Svedvi 13:5                  | Hällristning                     |              | Svedvi, Västmanland |       | 59.593447, 16.251832 | 10232200130005 | Ladda upp en bild av detta fornminne      |
| Svedvi 13:6                  | Hällristning                     |              | Svedvi, Västmanland |       | 59.593404, 16.252055 | 10232200130006 | Ladda upp en bild av detta fornminne      |
| Svedvi 14:1                  | Hällristning                     |              | Svedvi, Västmanland |       | 59.592283, 16.253520 | 10232200140001 | Ladda upp en bild av detta fornminne      |
| Svedvi 15:1                  | Hällristning                     |              | Svedvi, Västmanland |       | 59.586502, 16.267216 | 10232200150001 | Ladda upp en bild av detta fornminne      |
| Svedvi 16:1                  | Gravfält                         |              | Svedvi, Västmanland |       | 59.587555, 16.265399 | 10232200160001 | Ladda upp en bild av detta fornminne      |
| Svedvi 17:1                  | Hög                              |              | Svedvi, Västmanland |       | 59.587946, 16.262663 | 10232200170001 | Ladda upp en bild av detta fornminne      |
| Svedvi 17:2                  | Stensättning                     |              | Svedvi, Västmanland |       | 59.588087, 16.262769 | 10232200170002 | Ladda upp en bild av detta fornminne      |
| Svedvi 18:1                  | Hög                              |              | Svedvi, Västmanland |       | 59.588243, 16.261770 | 10232200180001 | Ladda upp en bild av detta fornminne      |
| Svedvi 19:1                  | Hällristning                     |              | Svedvi, Västmanland |       | 59.589294, 16.255687 | 10232200190001 | Ladda upp en bild av detta fornminne      |
| Svedvi 19:2                  | Hällristning                     |              | Svedvi, Västmanland |       | 59.589117, 16.255924 | 10232200190002 | Ladda upp en bild av detta fornminne      |
| Svedvi 20:1                  | Gravfält                         |              | Svedvi, Västmanland |       | 59.588240, 16.256480 | 10232200200001 | Ladda upp en bild av detta fornminne      |
| Svedvi 21:1                  | Stensättning                     |              | Svedvi, Västmanland |       | 59.588002, 16.258969 | 10232200210001 | Ladda upp en bild av detta fornminne      |
| Svedvi 21:2                  | Stensättning                     |              | Svedvi, Västmanland |       | 59.588230, 16.258863 | 10232200210002 | Ladda upp en bild av detta fornminne      |
| Svedvi 21:3                  | Stensättning                     |              | Svedvi, Västmanland |       | 59.588283, 16.259091 | 10232200210003 | Ladda upp en bild av detta fornminne      |
| Svedvi 22:1                  | Stensättning                     |              | Svedvi, Västmanland |       | 59.587913, 16.261973 | 10232200220001 | Ladda upp en bild av detta fornminne      |
| Svedvi 23:1                  | Stensättning                     |              | Svedvi, Västmanland |       | 59.587555, 16.261130 | 10232200230001 | Ladda upp en bild av detta fornminne      |
| Svedvi 25:1                  | Hällristning                     |              | Svedvi, Västmanland |       | 59.592745, 16.255951 | 10232200250001 | Ladda upp en bild av detta fornminne      |
| Svedvi 26:1                  | Stensättning                     |              | Svedvi, Västmanland |       | 59.603158, 16.262184 | 10232200260001 | Ladda upp en bild av detta fornminne      |
| Svedvi 26:2                  | Stensättning                     |              | Svedvi, Västmanland |       | 59.603175, 16.261929 | 10232200260002 | Ladda upp en bild av detta fornminne      |
| Svedvi 26:3                  | Stensättning                     |              | Svedvi, Västmanland |       | 59.603370, 16.261681 | 10232200260003 | Ladda upp en bild av detta fornminne      |
| Svedvi 26:4                  | Stensättning                     |              | Svedvi, Västmanland |       | 59.603294, 16.261492 | 10232200260004 | Ladda upp en bild av detta fornminne      |
| Svedvi 27:1                  | Hällristning                     |              | Svedvi, Västmanland |       | 59.605497, 16.265933 | 10232200270001 | Ladda upp en bild av detta fornminne      |
| Svedvi 28:1                  | Stensättning                     |              | Svedvi, Västmanland |       | 59.609068, 16.265910 | 10232200280001 | Ladda upp en bild av detta fornminne      |
| Svedvi 29:1                  | Stensättning                     |              | Svedvi, Västmanland |       | 59.606713, 16.266697 | 10232200290001 | Ladda upp en bild av detta fornminne      |
| Svedvi 31:1                  | Stensättning                     |              | Svedvi, Västmanland |       | 59.598011, 16.277087 | 10232200310001 | Ladda upp en bild av detta fornminne      |
| Svedvi 33:1                  | Gravfält                         |              | Svedvi, Västmanland |       | 59.600049, 16.262808 | 10232200330001 | Ladda upp en bild av detta fornminne      |
| Svedvi 34:1                  | Grav- och boplatsområde          |              | Svedvi, Västmanland |       | 59.598339, 16.263550 | 10232200340001 | Ladda upp en bild av detta fornminne      |
| Svedvi 35:1                  | Stensättning                     |              | Svedvi, Västmanland |       | 59.599444, 16.263129 | 10232200350001 | Ladda upp en bild av detta fornminne      |
| Svedvi 37:1                  | Stensättning                     |              | Svedvi, Västmanland |       | 59.599021, 16.257256 | 10232200370001 | Ladda upp en bild av detta fornminne      |
| Svedvi 38:1                  | Grav- och boplatsområde          |              | Svedvi, Västmanland |       | 59.600443, 16.256903 | 10232200380001 | Ladda upp en bild av detta fornminne      |
| Svedvi 39:1                  | Stensättning                     |              | Svedvi, Västmanland |       | 59.601193, 16.253817 | 10232200390001 | Ladda upp en bild av detta fornminne      |
| Svedvi 39:2                  | Stensättning                     |              | Svedvi, Västmanland |       | 59.601144, 16.253522 | 10232200390002 | Ladda upp en bild av detta fornminne      |
| Svedvi 39:3                  | Stensättning                     |              | Svedvi, Västmanland |       | 59.601139, 16.254446 | 10232200390003 | Ladda upp en bild av detta fornminne      |
| Svedvi 40:1                  | Stensättning                     |              | Svedvi, Västmanland |       | 59.600176, 16.255497 | 10232200400001 | Ladda upp en bild av detta fornminne      |
| Svedvi 40:2                  | Stensättning                     |              | Svedvi, Västmanland |       | 59.600499, 16.255064 | 10232200400002 | Ladda upp en bild av detta fornminne      |
| Svedvi 41:1                  | Gravfält                         |              | Svedvi, Västmanland |       | 59.596167, 16.289657 | 10232200410001 | Ladda upp en bild av detta fornminne      |
| Svedvi 42:1                  | Stensättning                     |              | Svedvi, Västmanland |       | 59.595555, 16.290881 | 10232200420001 | Ladda upp en bild av detta fornminne      |
| Svedvi 43:1                  | Stensättning                     |              | Svedvi, Västmanland |       | 59.595105, 16.290199 | 10232200430001 | Ladda upp en bild av detta fornminne      |
| Svedvi 43:2                  | Stensättning                     |              | Svedvi, Västmanland |       | 59.595147, 16.290356 | 10232200430002 | Ladda upp en bild av detta fornminne      |
| Svedvi 43:3                  | Stensättning                     |              | Svedvi, Västmanland |       | 59.595182, 16.290052 | 10232200430003 | Ladda upp en bild av detta fornminne      |
| Svedvi 44:1                  | Stensättning                     |              | Svedvi, Västmanland |       | 59.594442, 16.289478 | 10232200440001 | Ladda upp en bild av detta fornminne      |
| Svedvi 45:1                  | Stensättning                     |              | Svedvi, Västmanland |       | 59.596831, 16.289108 | 10232200450001 | Ladda upp en bild av detta fornminne      |
| Svedvi 45:2                  | Stensättning                     |              | Svedvi, Västmanland |       | 59.596950, 16.289078 | 10232200450002 | Ladda upp en bild av detta fornminne      |
| Svedvi 46:1                  | Hög                              |              | Svedvi, Västmanland |       | 59.593590, 16.285294 | 10232200460001 | Ladda upp en bild av detta fornminne      |
| Svedvi 47:1                  | Stensättning                     |              | Svedvi, Västmanland |       | 59.593174, 16.286716 | 10232200470001 | Ladda upp en bild av detta fornminne      |
| Svedvi 47:2                  | Stensättning                     |              | Svedvi, Västmanland |       | 59.593210, 16.286352 | 10232200470002 | Ladda upp en bild av detta fornminne      |
| Svedvi 48:1                  | Stensättning                     |              | Svedvi, Västmanland |       | 59.593877, 16.288897 | 10232200480001 | Ladda upp en bild av detta fornminne      |
| Svedvi 49:1                  | Gravfält                         |              | Svedvi, Västmanland |       | 59.592258, 16.285103 | 10232200490001 | Ladda upp en bild av detta fornminne      |
| Svedvi 50:1                  | Grav- och boplatsområde          |              | Svedvi, Västmanland |       | 59.589384, 16.288559 | 10232200500001 | Ladda upp en bild av detta fornminne      |
| Svedvi 51:1                  | Stensättning                     |              | Svedvi, Västmanland |       | 59.588272, 16.288406 | 10232200510001 | Ladda upp en bild av detta fornminne      |
| Svedvi 52:1                  | Röse                             |              | Svedvi, Västmanland |       | 59.590196, 16.287226 | 10232200520001 | Ladda upp en bild av detta fornminne      |
| Svedvi 52:2                  | Stensättning                     |              | Svedvi, Västmanland |       | 59.589960, 16.287788 | 10232200520002 | Ladda upp en bild av detta fornminne      |
| Svedvi 52:3                  | Stensättning                     |              | Svedvi, Västmanland |       | 59.590052, 16.287903 | 10232200520003 | Ladda upp en bild av detta fornminne      |
| Svedvi 53:2                  | Stensättning                     |              | Svedvi, Västmanland |       | 59.587290, 16.288361 | 10232200530002 | Ladda upp en bild av detta fornminne      |
| Svedvi 54:1                  | Gravfält                         |              | Svedvi, Västmanland |       | 59.586814, 16.287816 | 10232200540001 | Ladda upp en bild av detta fornminne      |
| Svedvi 55:1                  | Röse                             |              | Svedvi, Västmanland |       | 59.590703, 16.289046 | 10232200550001 | Ladda upp en bild av detta fornminne      |
| Svedvi 56:1                  | Röse                             |              | Svedvi, Västmanland |       | 59.591678, 16.287876 | 10232200560001 | Ladda upp en bild av detta fornminne      |
| Svedvi 57:1                  | Röse                             |              | Svedvi, Västmanland |       | 59.593038, 16.288728 | 10232200570001 | Ladda upp en bild av detta fornminne      |
| Svedvi 58:1                  | Röse                             |              | Svedvi, Västmanland |       | 59.598347, 16.288384 | 10232200580001 | Ladda upp en bild av detta fornminne      |
| Svedvi 58:2                  | Stensättning                     |              | Svedvi, Västmanland |       | 59.598003, 16.288395 | 10232200580002 | Ladda upp en bild av detta fornminne      |
| Svedvi 59:1                  | Stensättning                     |              | Svedvi, Västmanland |       | 59.598237, 16.287107 | 10232200590001 | Ladda upp en bild av detta fornminne      |
| Svedvi 61:1                  | Stensättning                     |              | Svedvi, Västmanland |       | 59.601293, 16.281250 | 10232200610001 | Ladda upp en bild av detta fornminne      |
| Svedvi 61:2                  | Hällristning                     |              | Svedvi, Västmanland |       | 59.600998, 16.281064 | 10232200610002 | Ladda upp en bild av detta fornminne      |
| Svedvi 65:1                  | Hög                              |              | Svedvi, Västmanland |       | 59.601969, 16.279957 | 10232200650001 | Ladda upp en bild av detta fornminne      |
| Svedvi 65:2                  | Hällristning                     |              | Svedvi, Västmanland |       | 59.601969, 16.279957 | 10232200650002 | Ladda upp en bild av detta fornminne      |
| Svedvi 66:1                  | Stensättning                     |              | Svedvi, Västmanland |       | 59.600397, 16.281293 | 10232200660001 | Ladda upp en bild av detta fornminne      |
| Svedvi 67:1                  | Hög                              |              | Svedvi, Västmanland |       | 59.600202, 16.281909 | 10232200670001 | Ladda upp en bild av detta fornminne      |
| Svedvi 68:1                  | Röse                             |              | Svedvi, Västmanland |       | 59.599785, 16.286628 | 10232200680001 | Ladda upp en bild av detta fornminne      |
| Svedvi 68:2                  | Stensättning                     |              | Svedvi, Västmanland |       | 59.599643, 16.286360 | 10232200680002 | Ladda upp en bild av detta fornminne      |
| Svedvi 69:1                  | Stensättning                     |              | Svedvi, Västmanland |       | 59.598352, 16.290696 | 10232200690001 | Ladda upp en bild av detta fornminne      |
| Svedvi 70:1                  | Stensättning                     |              | Svedvi, Västmanland |       | 59.599963, 16.291487 | 10232200700001 | Ladda upp en bild av detta fornminne      |
| Svedvi 71:1                  | Gravfält                         |              | Svedvi, Västmanland |       | 59.607161, 16.284239 | 10232200710001 | Ladda upp en bild av detta fornminne      |
| Svedvi 72:1                  | Stensättning                     |              | Svedvi, Västmanland |       | 59.607123, 16.286544 | 10232200720001 | Ladda upp en bild av detta fornminne      |
| Svedvi 74:1                  | Stensättning                     |              | Svedvi, Västmanland |       | 59.605776, 16.286421 | 10232200740001 | Ladda upp en bild av detta fornminne      |
| Svedvi 75:1                  | Röse                             |              | Svedvi, Västmanland |       | 59.605287, 16.288289 | 10232200750001 | Ladda upp en bild av detta fornminne      |
| Svedvi 75:2                  | Röse                             |              | Svedvi, Västmanland |       | 59.605222, 16.288996 | 10232200750002 | Ladda upp en bild av detta fornminne      |
| Svedvi 76:1                  | Gravfält                         |              | Svedvi, Västmanland |       | 59.602434, 16.238263 | 10232200760001 | Ladda upp en bild av detta fornminne      |
| Svedvi 79:1                  | Stensättning                     |              | Svedvi, Västmanland |       | 59.601265, 16.237313 | 10232200790001 | Ladda upp en bild av detta fornminne      |
| Svedvi 79:2                  | Stensättning                     |              | Svedvi, Västmanland |       | 59.601108, 16.237797 | 10232200790002 | Ladda upp en bild av detta fornminne      |
| Svedvi 79:3                  | Stensättning                     |              | Svedvi, Västmanland |       | 59.601331, 16.237197 | 10232200790003 | Ladda upp en bild av detta fornminne      |
| Svedvi 82:1                  | Stensättning                     |              | Svedvi, Västmanland |       | 59.602939, 16.242238 | 10232200820001 | Ladda upp en bild av detta fornminne      |
| Svedvi 83:1                  | Stensättning                     |              | Svedvi, Västmanland |       | 59.602180, 16.242032 | 10232200830001 | Ladda upp en bild av detta fornminne      |
| Svedvi 84:2                  | Hällristning                     |              | Svedvi, Västmanland |       | 59.602370, 16.246364 | 10232200840002 | Ladda upp en bild av detta fornminne      |
| Svedvi 84:3                  | Hällristning                     |              | Svedvi, Västmanland |       | 59.602496, 16.246082 | 10232200840003 | Ladda upp en bild av detta fornminne      |
| Svedvi 85:1                  | Hällristning                     |              | Svedvi, Västmanland |       | 59.600923, 16.247124 | 10232200850001 | Ladda upp en bild av detta fornminne      |
| Svedvi 85:2                  | Hällristning                     |              | Svedvi, Västmanland |       | 59.600989, 16.247054 | 10232200850002 | Ladda upp en bild av detta fornminne      |
| Svedvi 86:1                  | Röse                             |              | Svedvi, Västmanland |       | 59.599807, 16.241480 | 10232200860001 | Ladda upp en bild av detta fornminne      |
| Svedvi 88:1                  | Stensättning                     |              | Svedvi, Västmanland |       | 59.601823, 16.241646 | 10232200880001 | Ladda upp en bild av detta fornminne      |
| Svedvi 89:1                  | Hällristning                     |              | Svedvi, Västmanland |       | 59.601760, 16.236699 | 10232200890001 | Ladda upp en bild av detta fornminne      |
| Svedvi 90:1                  | Röse                             |              | Svedvi, Västmanland |       | 59.598832, 16.237568 | 10232200900001 | Ladda upp en bild av detta fornminne      |
| Svedvi 90:2                  | Stensättning                     |              | Svedvi, Västmanland |       | 59.598755, 16.237408 | 10232200900002 | Ladda upp en bild av detta fornminne      |
| Svedvi 91:1                  | Röse                             |              | Svedvi, Västmanland |       | 59.596929, 16.243592 | 10232200910001 | Ladda upp en bild av detta fornminne      |
| Svedvi 91:2                  | Stensättning                     |              | Svedvi, Västmanland |       | 59.596735, 16.243661 | 10232200910002 | Ladda upp en bild av detta fornminne      |
| Svedvi 91:3                  | Röse                             |              | Svedvi, Västmanland |       | 59.596442, 16.243743 | 10232200910003 | Ladda upp en bild av detta fornminne      |
| Svedvi 92:1                  | Stensättning                     |              | Svedvi, Västmanland |       | 59.595001, 16.245055 | 10232200920001 | Ladda upp en bild av detta fornminne      |
| Svedvi 92:2                  | Stensättning                     |              | Svedvi, Västmanland |       | 59.595070, 16.245360 | 10232200920002 | Ladda upp en bild av detta fornminne      |
| Svedvi 93:1                  | Gravfält                         |              | Svedvi, Västmanland |       | 59.593469, 16.243953 | 10232200930001 | Ladda upp en bild av detta fornminne      |
| Svedvi 95:1                  | Stensättning                     |              | Svedvi, Västmanland |       | 59.589703, 16.239410 | 10232200950001 | Ladda upp en bild av detta fornminne      |
| Svedvi 95:2                  | Hällristning                     |              | Svedvi, Västmanland |       | 59.589826, 16.239609 | 10232200950002 | Ladda upp en bild av detta fornminne      |
| Svedvi 95:3                  | Stensättning                     |              | Svedvi, Västmanland |       | 59.589461, 16.239124 | 10232200950003 | Ladda upp en bild av detta fornminne      |
| Svedvi 96:1                  | Stensättning                     |              | Svedvi, Västmanland |       | 59.589388, 16.237998 | 10232200960001 | Ladda upp en bild av detta fornminne      |
| Svedvi 96:2                  | Stensättning                     |              | Svedvi, Västmanland |       | 59.589433, 16.237765 | 10232200960002 | Ladda upp en bild av detta fornminne      |
| Svedvi 96:3                  | Stensättning                     |              | Svedvi, Västmanland |       | 59.589225, 16.237759 | 10232200960003 | Ladda upp en bild av detta fornminne      |
| Svedvi 96:4                  | Hällristning                     |              | Svedvi, Västmanland |       | 59.589130, 16.237755 | 10232200960004 | Ladda upp en bild av detta fornminne      |
| Svedvi 97:1                  | Stensättning                     |              | Svedvi, Västmanland |       | 59.600901, 16.234477 | 10232200970001 | Ladda upp en bild av detta fornminne      |
| Svedvi 97:2                  | Stensättning                     |              | Svedvi, Västmanland |       | 59.600948, 16.234258 | 10232200970002 | Ladda upp en bild av detta fornminne      |
| Svedvi 97:3                  | Stensättning                     |              | Svedvi, Västmanland |       | 59.601004, 16.234096 | 10232200970003 | Ladda upp en bild av detta fornminne      |
| Svedvi 97:4                  | Stensättning                     |              | Svedvi, Västmanland |       | 59.601013, 16.233767 | 10232200970004 | Ladda upp en bild av detta fornminne      |
| Svedvi 98:1                  | Hällristning                     |              | Svedvi, Västmanland |       | 59.600630, 16.233338 | 10232200980001 | Ladda upp en bild av detta fornminne      |
| Svedvi 99:1                  | Gravfält                         |              | Svedvi, Västmanland |       | 59.604952, 16.234580 | 10232200990001 | Ladda upp en bild av detta fornminne      |
| Handbacken (Svedvi 100:1)    | Gravfält                         |              | Svedvi, Västmanland |       | 59.608390, 16.231580 | 10232201000001 | Ladda upp en bild av detta fornminne      |
| Svedvi 101:1                 | Stensättning                     |              | Svedvi, Västmanland |       | 59.609064, 16.234326 | 10232201010001 | Ladda upp en bild av detta fornminne      |
| Svedvi 102:1                 | Gravfält                         |              | Svedvi, Västmanland |       | 59.605786, 16.231697 | 10232201020001 | Ladda upp en bild av detta fornminne      |
| Svedvi 105:1                 | Hällristning                     |              | Svedvi, Västmanland |       | 59.597013, 16.233195 | 10232201050001 | Ladda upp en bild av detta fornminne      |
| Svedvi 105:2                 | Hällristning                     |              | Svedvi, Västmanland |       | 59.596909, 16.233191 | 10232201050002 | Ladda upp en bild av detta fornminne      |
| Svedvi 107:1                 | Gravfält                         |              | Svedvi, Västmanland |       | 59.589509, 16.222820 | 10232201070001 | Ladda upp en bild av detta fornminne      |
| Svedvi 108:1                 | Stensättning                     |              | Svedvi, Västmanland |       | 59.598943, 16.221068 | 10232201080001 | Ladda upp en bild av detta fornminne      |
| Svedvi 108:2                 | Stensättning                     |              | Svedvi, Västmanland |       | 59.599042, 16.221168 | 10232201080002 | Ladda upp en bild av detta fornminne      |
| Svedvi 108:3                 | Stensättning                     |              | Svedvi, Västmanland |       | 59.598830, 16.220914 | 10232201080003 | Ladda upp en bild av detta fornminne      |
| Svedvi 109:1                 | Gravfält                         |              | Svedvi, Västmanland |       | 59.605899, 16.218130 | 10232201090001 | Ladda upp en bild av detta fornminne      |
| Svedvi 110:1                 | Gravfält                         |              | Svedvi, Västmanland |       | 59.606280, 16.215945 | 10232201100001 | Ladda upp en bild av detta fornminne      |
| Svedvi 112:1                 | Gravfält                         |              | Svedvi, Västmanland |       | 59.601238, 16.208987 | 10232201120001 | Ladda upp en bild av detta fornminne      |
| Svedvi 113:1                 | Stensättning                     |              | Svedvi, Västmanland |       | 59.600234, 16.208763 | 10232201130001 | Ladda upp en bild av detta fornminne      |
| Svedvi 113:2                 | Stensättning                     |              | Svedvi, Västmanland |       | 59.600316, 16.208845 | 10232201130002 | Ladda upp en bild av detta fornminne      |
| Svedvi 114:1                 | Hög                              |              | Svedvi, Västmanland |       | 59.596506, 16.210105 | 10232201140001 | Ladda upp en bild av detta fornminne      |
| Svedvi 115:1                 | Stensättning                     |              | Svedvi, Västmanland |       | 59.597763, 16.210984 | 10232201150001 | Ladda upp en bild av detta fornminne      |
| Svedvi 117:1                 | Stensättning                     |              | Svedvi, Västmanland |       | 59.598647, 16.301478 | 10232201170001 | Ladda upp en bild av detta fornminne      |
| Svedvi 121:1                 | Stensättning                     |              | Svedvi, Västmanland |       | 59.602290, 16.302530 | 10232201210001 | Ladda upp en bild av detta fornminne      |
| Svedvi 121:2                 | Stensättning                     |              | Svedvi, Västmanland |       | 59.602032, 16.301770 | 10232201210002 | Ladda upp en bild av detta fornminne      |
| Svedvi 122:1                 | Stensättning                     |              | Svedvi, Västmanland |       | 59.601893, 16.303921 | 10232201220001 | Ladda upp en bild av detta fornminne      |
| Svedvi 122:2                 | Stensättning                     |              | Svedvi, Västmanland |       | 59.601794, 16.304067 | 10232201220002 | Ladda upp en bild av detta fornminne      |
| Svedvi 122:3                 | Stensättning                     |              | Svedvi, Västmanland |       | 59.601973, 16.304120 | 10232201220003 | Ladda upp en bild av detta fornminne      |
| Svedvi 124:1                 | Stensättning                     |              | Svedvi, Västmanland |       | 59.602509, 16.318333 | 10232201240001 | Ladda upp en bild av detta fornminne      |
| Svedvi 125:1                 | Stensättning                     |              | Svedvi, Västmanland |       | 59.601353, 16.317509 | 10232201250001 | Ladda upp en bild av detta fornminne      |
| Svedvi 126:1                 | Hög                              |              | Svedvi, Västmanland |       | 59.600583, 16.316777 | 10232201260001 | Ladda upp en bild av detta fornminne      |
| Svedvi 126:2                 | Hög                              |              | Svedvi, Västmanland |       | 59.600379, 16.316295 | 10232201260002 | Ladda upp en bild av detta fornminne      |
| Högkullen (Svedvi 128:1)     | Gravfält                         |              | Svedvi, Västmanland |       | 59.593252, 16.302701 | 10232201280001 | Ladda upp en bild av detta fornminne      |
| Svedvi 130:1                 | Gravfält                         |              | Svedvi, Västmanland |       | 59.595839, 16.308788 | 10232201300001 | Ladda upp en bild av detta fornminne      |
| Svedvi 131:1                 | Gravfält                         |              | Svedvi, Västmanland |       | 59.611726, 16.229762 | 10232201310001 | Ladda upp en bild av detta fornminne      |
| Knecktbacken (Svedvi 132:1)  | Gravfält                         |              | Svedvi, Västmanland |       | 59.615481, 16.220872 | 10232201320001 | Ladda upp en bild av detta fornminne      |
| Svedvi 133:1                 | Stensättning                     |              | Svedvi, Västmanland |       | 59.615314, 16.222013 | 10232201330001 | Ladda upp en bild av detta fornminne      |
| Svedvi 134:1                 | Stensättning                     |              | Svedvi, Västmanland |       | 59.617285, 16.229458 | 10232201340001 | Ladda upp en bild av detta fornminne      |
| Svedvi 135:1                 | Stensättning                     |              | Svedvi, Västmanland |       | 59.612064, 16.238152 | 10232201350001 | Ladda upp en bild av detta fornminne      |
| Svedvi 135:2                 | Hällristning                     |              | Svedvi, Västmanland |       | 59.612167, 16.238103 | 10232201350002 | Ladda upp en bild av detta fornminne      |
| Svedvi 136:1                 | Stensättning                     |              | Svedvi, Västmanland |       | 59.613718, 16.244399 | 10232201360001 | Ladda upp en bild av detta fornminne      |
| Svedvi 137:1                 | Hällristning                     |              | Svedvi, Västmanland |       | 59.583514, 16.303970 | 10232201370001 | Ladda upp en bild av detta fornminne      |
| Svedvi 140:1                 | Gravfält                         |              | Svedvi, Västmanland |       | 59.577292, 16.297637 | 10232201400001 | Ladda upp en bild av detta fornminne      |
| Svedvi 141:1                 | Gravfält                         |              | Svedvi, Västmanland |       | 59.577692, 16.299639 | 10232201410001 | Ladda upp en bild av detta fornminne      |
| Svedvi 142:1                 | Gravfält                         |              | Svedvi, Västmanland |       | 59.584486, 16.308861 | 10232201420001 | Ladda upp en bild av detta fornminne      |
| Svedvi 143:1                 | Stensättning                     |              | Svedvi, Västmanland |       | 59.582185, 16.305854 | 10232201430001 | Ladda upp en bild av detta fornminne      |
| Svedvi 144:1                 | Stensättning                     |              | Svedvi, Västmanland |       | 59.582340, 16.302307 | 10232201440001 | Ladda upp en bild av detta fornminne      |
| Svedvi 145:1                 | Stensättning                     |              | Svedvi, Västmanland |       | 59.585960, 16.272618 | 10232201450001 | Ladda upp en bild av detta fornminne      |
| Svedvi 145:2                 | Stensättning                     |              | Svedvi, Västmanland |       | 59.586053, 16.272655 | 10232201450002 | Ladda upp en bild av detta fornminne      |
| Svedvi 145:3                 | Stensättning                     |              | Svedvi, Västmanland |       | 59.585808, 16.272219 | 10232201450003 | Ladda upp en bild av detta fornminne      |
| Svedvi 146:1                 | Grav- och boplatsområde          |              | Svedvi, Västmanland |       | 59.584518, 16.273706 | 10232201460001 | Ladda upp en bild av detta fornminne      |
| Svedvi 148:1                 | Gravfält                         |              | Svedvi, Västmanland |       | 59.582337, 16.274517 | 10232201480001 | Ladda upp en bild av detta fornminne      |
| Svedvi 149:1                 | Gravfält                         |              | Svedvi, Västmanland |       | 59.585646, 16.278679 | 10232201490001 | Ladda upp en bild av detta fornminne      |
| Svedvi 150:2                 | Stensättning                     |              | Svedvi, Västmanland |       | 59.585374, 16.273453 | 10232201500002 | Ladda upp en bild av detta fornminne      |
| Svedvi 151:1                 | Hällristning                     |              | Svedvi, Västmanland |       | 59.578100, 16.270809 | 10232201510001 | Ladda upp en bild av detta fornminne      |
| Svedvi 151:1(3)              | Hällbild                         |              | Svedvi, Västmanland |       | koordinater saknas   | 11119000004756 | Ladda upp en bild av detta fornminne      |
| Svedvi 151:2                 | Hällristning                     |              | Svedvi, Västmanland |       | 59.578100, 16.270809 | 10232201510002 | Ladda upp en bild av detta fornminne      |
| Svedvi 151:2(4)              | Hällbild                         |              | Svedvi, Västmanland |       | koordinater saknas   | 11119000004752 | Ladda upp en bild av detta fornminne      |
| Svedvi 153:1                 | Stensättning                     |              | Svedvi, Västmanland |       | 59.586361, 16.263444 | 10232201530001 | Ladda upp en bild av detta fornminne      |
| Svedvi 153:2                 | Stensättning                     |              | Svedvi, Västmanland |       | 59.586235, 16.263501 | 10232201530002 | Ladda upp en bild av detta fornminne      |
| Svedvi 153:3                 | Hällristning                     |              | Svedvi, Västmanland |       | 59.586048, 16.263650 | 10232201530003 | Ladda upp en bild av detta fornminne      |
| Svedvi 154:1                 | Grav- och boplatsområde          |              | Svedvi, Västmanland |       | 59.584630, 16.265291 | 10232201540001 | Ladda upp en bild av detta fornminne      |
| Svedvi 155:1                 | Stensättning                     |              | Svedvi, Västmanland |       | 59.584377, 16.262864 | 10232201550001 | Ladda upp en bild av detta fornminne      |
| Svedvi 156:1                 | Stensättning                     |              | Svedvi, Västmanland |       | 59.584141, 16.261401 | 10232201560001 | Ladda upp en bild av detta fornminne      |
| Svedvi 156:2                 | Stensättning                     |              | Svedvi, Västmanland |       | 59.584145, 16.261150 | 10232201560002 | Ladda upp en bild av detta fornminne      |
| Svedvi 157:1                 | Stensättning                     |              | Svedvi, Västmanland |       | 59.583443, 16.260885 | 10232201570001 | Ladda upp en bild av detta fornminne      |
| Svedvi 158:1                 | Hällristning                     |              | Svedvi, Västmanland |       | 59.582717, 16.256475 | 10232201580001 | Ladda upp en bild av detta fornminne      |
| Svedvi 159:1                 | Stensättning                     |              | Svedvi, Västmanland |       | 59.583106, 16.259031 | 10232201590001 | Ladda upp en bild av detta fornminne      |
| Svedvi 160:1                 | Stensättning                     |              | Svedvi, Västmanland |       | 59.581025, 16.266534 | 10232201600001 | Ladda upp en bild av detta fornminne      |
| Svedvi 160:2                 | Hällristning                     |              | Svedvi, Västmanland |       | 59.580985, 16.266727 | 10232201600002 | Ladda upp en bild av detta fornminne      |
| Svedvi 161:1                 | Stensättning                     |              | Svedvi, Västmanland |       | 59.581019, 16.263132 | 10232201610001 | Ladda upp en bild av detta fornminne      |
| Svedvi 162:1                 | Stensättning                     |              | Svedvi, Västmanland |       | 59.580701, 16.258748 | 10232201620001 | Ladda upp en bild av detta fornminne      |
| Svedvi 162:2                 | Stensättning                     |              | Svedvi, Västmanland |       | 59.580782, 16.258732 | 10232201620002 | Ladda upp en bild av detta fornminne      |
| Svedvi 163:1                 | Hällristning                     |              | Svedvi, Västmanland |       | 59.579121, 16.261595 | 10232201630001 | Ladda upp en bild av detta fornminne      |
| Svedvi 164:1                 | Stensättning                     |              | Svedvi, Västmanland |       | 59.579286, 16.265233 | 10232201640001 | Ladda upp en bild av detta fornminne      |
| Svedvi 165:1                 | Gravfält                         |              | Svedvi, Västmanland |       | 59.580092, 16.264310 | 10232201650001 | Ladda upp en bild av detta fornminne      |
| Kyrkberget (Svedvi 166:1)    | Grav- och boplatsområde          |              | Svedvi, Västmanland |       | 59.581787, 16.269359 | 10232201660001 | Ladda upp en bild av detta fornminne      |
| Svedvi 167:1                 | Hällristning                     |              | Svedvi, Västmanland |       | 59.581184, 16.267772 | 10232201670001 | Ladda upp en bild av detta fornminne      |
| Svedvi 168:1                 | Stensättning                     |              | Svedvi, Västmanland |       | 59.581898, 16.265602 | 10232201680001 | Ladda upp en bild av detta fornminne      |
| Svedvi 169:1                 | Stensättning                     |              | Svedvi, Västmanland |       | 59.578967, 16.270058 | 10232201690001 | Ladda upp en bild av detta fornminne      |
| Svedvi 169:2                 | Stensättning                     |              | Svedvi, Västmanland |       | 59.579139, 16.269512 | 10232201690002 | Ladda upp en bild av detta fornminne      |
| Svedvi 170:1                 | Gravfält                         |              | Svedvi, Västmanland |       | 59.578530, 16.268504 | 10232201700001 | Ladda upp en bild av detta fornminne      |
| Svedvi 171:1                 | Stensättning                     |              | Svedvi, Västmanland |       | 59.579417, 16.266244 | 10232201710001 | Ladda upp en bild av detta fornminne      |
| Svedvi 172:1                 | Stensättning                     |              | Svedvi, Västmanland |       | 59.580626, 16.272716 | 10232201720001 | Ladda upp en bild av detta fornminne      |
| Svedvi 173:2                 | Stensättning                     |              | Svedvi, Västmanland |       | 59.577974, 16.276030 | 10232201730002 | Ladda upp en bild av detta fornminne      |
| Skantzen (Svedvi 174:1)      | Fornborg                         |              | Svedvi, Västmanland |       | 59.612130, 16.212102 | 10232201740001 | Ladda upp en bild av detta fornminne      |
| Svedvi 175:1                 | Stensättning                     |              | Svedvi, Västmanland |       | 59.576572, 16.274612 | 10232201750001 | Ladda upp en bild av detta fornminne      |
| Svedvi 175:2                 | Stensättning                     |              | Svedvi, Västmanland |       | 59.576464, 16.274365 | 10232201750002 | Ladda upp en bild av detta fornminne      |
| Svedvi 175:3                 | Stensättning                     |              | Svedvi, Västmanland |       | 59.576808, 16.274492 | 10232201750003 | Ladda upp en bild av detta fornminne      |
| Svedvi 175:4                 | Stensättning                     |              | Svedvi, Västmanland |       | 59.576252, 16.274117 | 10232201750004 | Ladda upp en bild av detta fornminne      |
| Svedvi 176:1                 | Stensättning                     |              | Svedvi, Västmanland |       | 59.576025, 16.275960 | 10232201760001 | Ladda upp en bild av detta fornminne      |
| Svedvi 177:1                 | Stensättning                     |              | Svedvi, Västmanland |       | 59.575227, 16.274207 | 10232201770001 | Ladda upp en bild av detta fornminne      |
| Svedvi 177:2                 | Hällristning                     |              | Svedvi, Västmanland |       | 59.575227, 16.274207 | 10232201770002 | Ladda upp en bild av detta fornminne      |
| Svedvi 178:1                 | Grav- och boplatsområde          |              | Svedvi, Västmanland |       | 59.580470, 16.275984 | 10232201780001 | Ladda upp en bild av detta fornminne      |
| Svedvi 180:1                 | Gravfält                         |              | Svedvi, Västmanland |       | 59.580408, 16.277577 | 10232201800001 | Ladda upp en bild av detta fornminne      |
| Svedvi 181:1                 | Stensättning                     |              | Svedvi, Västmanland |       | 59.581094, 16.278459 | 10232201810001 | Ladda upp en bild av detta fornminne      |
| Svedvi 181:2                 | Stensättning                     |              | Svedvi, Västmanland |       | 59.580994, 16.278814 | 10232201810002 | Ladda upp en bild av detta fornminne      |
| Svedvi 181:3                 | Stensättning                     |              | Svedvi, Västmanland |       | 59.580937, 16.278979 | 10232201810003 | Ladda upp en bild av detta fornminne      |
| Svedvi 182:1                 | Stensättning                     |              | Svedvi, Västmanland |       | 59.579450, 16.282493 | 10232201820001 | Ladda upp en bild av detta fornminne      |
| Svedvi 183:1                 | Hällristning                     |              | Svedvi, Västmanland |       | 59.578355, 16.277584 | 10232201830001 | Ladda upp en bild av detta fornminne      |
| Svedvi 184:1                 | Stensättning                     |              | Svedvi, Västmanland |       | 59.578173, 16.279205 | 10232201840001 | Ladda upp en bild av detta fornminne      |
| Svedvi 184:2                 | Grav markerad av sten/block      |              | Svedvi, Västmanland |       | 59.578101, 16.278796 | 10232201840002 | Ladda upp en bild av detta fornminne      |
| Svedvi 185:1                 | Grav- och boplatsområde          |              | Svedvi, Västmanland |       | 59.577459, 16.277625 | 10232201850001 | Ladda upp en bild av detta fornminne      |
| Svedvi 186:1                 | Stensättning                     |              | Svedvi, Västmanland |       | 59.571494, 16.267475 | 10232201860001 | Ladda upp en bild av detta fornminne      |
| Skansberget (Svedvi 189:1)   | Röse                             |              | Svedvi, Västmanland |       | 59.569590, 16.261281 | 10232201890001 | Ladda upp en bild av detta fornminne      |
| Skansberget (Svedvi 189:2)   | Röse                             |              | Svedvi, Västmanland |       | 59.569735, 16.261355 | 10232201890002 | Ladda upp en bild av detta fornminne      |
| Svedvi 190:1                 | Gravfält                         |              | Svedvi, Västmanland |       | 59.569005, 16.259273 | 10232201900001 | Ladda upp en bild av detta fornminne      |
| Svedvi 191:1                 | Stensättning                     |              | Svedvi, Västmanland |       | 59.569741, 16.259727 | 10232201910001 | Ladda upp en bild av detta fornminne      |
| Årby gravfält (Svedvi 192:1) | Gravfält                         |              | Svedvi, Västmanland |       | 59.570070, 16.257505 | 10232201920001 | Ladda upp en till bild av detta fornminne |
| Svedvi 193:1                 | Stensättning                     |              | Svedvi, Västmanland |       | 59.569712, 16.256107 | 10232201930001 | Ladda upp en bild av detta fornminne      |
| Svedvi 193:2                 | Stensättning                     |              | Svedvi, Västmanland |       | 59.569801, 16.256024 | 10232201930002 | Ladda upp en bild av detta fornminne      |
| Hällegubben (Svedvi 195:1)   | Stensättning                     |              | Svedvi, Västmanland |       | 59.574962, 16.254452 | 10232201950001 | Ladda upp en bild av detta fornminne      |
| Hällegubben (Svedvi 195:2)   | Stensättning                     |              | Svedvi, Västmanland |       | 59.575053, 16.254333 | 10232201950002 | Ladda upp en bild av detta fornminne      |
| Hällegubben (Svedvi 195:3)   | Stensättning                     |              | Svedvi, Västmanland |       | 59.574934, 16.254278 | 10232201950003 | Ladda upp en bild av detta fornminne      |
| Svedvi 199:1                 | Hällristning                     |              | Svedvi, Västmanland |       | 59.609858, 16.269827 | 10232201990001 | Ladda upp en bild av detta fornminne      |
| Svedvi 199:2                 | Hällristning                     |              | Svedvi, Västmanland |       | 59.609806, 16.269763 | 10232201990002 | Ladda upp en bild av detta fornminne      |
| Svedvi 200:1                 | Stensättning                     |              | Svedvi, Västmanland |       | 59.611575, 16.253904 | 10232202000001 | Ladda upp en bild av detta fornminne      |
| Svedvi 201:1                 | Röse                             |              | Svedvi, Västmanland |       | 59.605336, 16.292087 | 10232202010001 | Ladda upp en bild av detta fornminne      |
| Svedvi 202:1                 | Stensättning                     |              | Svedvi, Västmanland |       | 59.616380, 16.278063 | 10232202020001 | Ladda upp en bild av detta fornminne      |
| Svedvi 203:1                 | Hög                              |              | Svedvi, Västmanland |       | 59.616170, 16.277447 | 10232202030001 | Ladda upp en bild av detta fornminne      |
| Svedvi 203:2                 | Stensättning                     |              | Svedvi, Västmanland |       | 59.616110, 16.277712 | 10232202030002 | Ladda upp en bild av detta fornminne      |
| Jättebacken (Svedvi 204:1)   | Grav markerad av sten/block      |              | Svedvi, Västmanland |       | 59.609095, 16.275492 | 10232202040001 | Ladda upp en bild av detta fornminne      |
| Svedvi 205:1                 | Hällristning                     |              | Svedvi, Västmanland |       | 59.606968, 16.274866 | 10232202050001 | Ladda upp en bild av detta fornminne      |
| Svedvi 206:1                 | Hällristning                     |              | Svedvi, Västmanland |       | 59.614155, 16.278096 | 10232202060001 | Ladda upp en bild av detta fornminne      |
| Svedvi 207:1                 | Hällristning                     |              | Svedvi, Västmanland |       | 59.611512, 16.280719 | 10232202070001 | Ladda upp en bild av detta fornminne      |
| Svedvi 215:1                 | Stensättning                     |              | Svedvi, Västmanland |       | 59.600490, 16.194953 | 10232202150001 | Ladda upp en bild av detta fornminne      |
| Svedvi 215:2                 | Stensättning                     |              | Svedvi, Västmanland |       | 59.600561, 16.195241 | 10232202150002 | Ladda upp en bild av detta fornminne      |
| Svedvi 217:1                 | Gravfält                         |              | Svedvi, Västmanland |       | 59.601518, 16.198798 | 10232202170001 | Ladda upp en bild av detta fornminne      |
| Svedvi 222:1                 | Stensättning                     |              | Svedvi, Västmanland |       | 59.604165, 16.262699 | 10232202220001 | Ladda upp en bild av detta fornminne      |
| Svedvi 223:1                 | Stensättning                     |              | Svedvi, Västmanland |       | 59.603619, 16.262589 | 10232202230001 | Ladda upp en bild av detta fornminne      |
| Svedvi 224:1                 | Stensättning                     |              | Svedvi, Västmanland |       | 59.603881, 16.261330 | 10232202240001 | Ladda upp en bild av detta fornminne      |
| Svedvi 224:2                 | Hällristning                     |              | Svedvi, Västmanland |       | 59.603938, 16.261108 | 10232202240002 | Ladda upp en bild av detta fornminne      |
| Svedvi 225:1                 | Stensättning                     |              | Svedvi, Västmanland |       | 59.578319, 16.286158 | 10232202250001 | Ladda upp en bild av detta fornminne      |
| Svedvi 228:1                 | Stensättning                     |              | Svedvi, Västmanland |       | 59.612148, 16.306757 | 10232202280001 | Ladda upp en bild av detta fornminne      |
| Svedvi 229:1                 | Stensättning                     |              | Svedvi, Västmanland |       | 59.610693, 16.320919 | 10232202290001 | Ladda upp en bild av detta fornminne      |
| Svedvi 238:1                 | Stensättning                     |              | Svedvi, Västmanland |       | 59.598674, 16.313133 | 10232202380001 | Ladda upp en bild av detta fornminne      |
| Svedvi 238:2                 | Stensättning                     |              | Svedvi, Västmanland |       | 59.598716, 16.313314 | 10232202380002 | Ladda upp en bild av detta fornminne      |
| Svedvi 243:1                 | Hällristning                     |              | Svedvi, Västmanland |       | 59.599913, 16.280100 | 10232202430001 | Ladda upp en bild av detta fornminne      |
| Svedvi 244:1                 | Hällristning                     |              | Svedvi, Västmanland |       | 59.602176, 16.281080 | 10232202440001 | Ladda upp en bild av detta fornminne      |
| Svedvi 250:1                 | Hällristning                     |              | Svedvi, Västmanland |       | 59.576022, 16.266246 | 10232202500001 | Ladda upp en bild av detta fornminne      |
| Svedvi 252:1                 | Stensättning                     |              | Svedvi, Västmanland |       | 59.603582, 16.276412 | 10232202520001 | Ladda upp en bild av detta fornminne      |
| Svedvi 252:2                 | Stensättning                     |              | Svedvi, Västmanland |       | 59.603490, 16.276442 | 10232202520002 | Ladda upp en bild av detta fornminne      |
| Svedvi 252:3                 | Stensättning                     |              | Svedvi, Västmanland |       | 59.603628, 16.276919 | 10232202520003 | Ladda upp en bild av detta fornminne      |
| Svedvi 265:1                 | Hällristning                     |              | Svedvi, Västmanland |       | 59.589875, 16.237801 | 10232202650001 | Ladda upp en bild av detta fornminne      |
| Svedvi 268:1                 | Stensättning                     |              | Svedvi, Västmanland |       | 59.582547, 16.263664 | 10232202680001 | Ladda upp en bild av detta fornminne      |
| Svedvi 270:1                 | Stensättning                     |              | Svedvi, Västmanland |       | 59.581917, 16.267598 | 10232202700001 | Ladda upp en bild av detta fornminne      |
| Svedvi 278:1                 | Hällristning                     |              | Svedvi, Västmanland |       | 59.602860, 16.280074 | 10232202780001 | Ladda upp en bild av detta fornminne      |
| Svedvi 288:1                 | Stensättning                     |              | Svedvi, Västmanland |       | 59.593743, 16.218773 | 10232202880001 | Ladda upp en bild av detta fornminne      |
| Svedvi 288:3                 | Stensättning                     |              | Svedvi, Västmanland |       | 59.593765, 16.218292 | 10232202880003 | Ladda upp en bild av detta fornminne      |
| Svedvi 290:1                 | Grav- och boplatsområde          |              | Svedvi, Västmanland |       | 59.616953, 16.229076 | 10232202900001 | Ladda upp en bild av detta fornminne      |
| Svedvi 294:1                 | Grav markerad av sten/block      |              | Svedvi, Västmanland |       | 59.608709, 16.213782 | 10232202940001 | Ladda upp en bild av detta fornminne      |
| Högvreten (Svedvi 295:1)     | Hög                              |              | Svedvi, Västmanland |       | 59.593453, 16.201421 | 10232202950001 | Ladda upp en bild av detta fornminne      |
| Högvreten (Svedvi 295:2)     | Hög                              |              | Svedvi, Västmanland |       | 59.593582, 16.201787 | 10232202950002 | Ladda upp en bild av detta fornminne      |
| Svedvi 299:1                 | Stensättning                     |              | Svedvi, Västmanland |       | 59.599983, 16.261818 | 10232202990001 | Ladda upp en bild av detta fornminne      |
| Svedvi 314:1                 | Stensättning                     |              | Svedvi, Västmanland |       | 59.601871, 16.238251 | 10232203140001 | Ladda upp en bild av detta fornminne      |
| Svedvi 316:1                 | Husgrund, förhistorisk/medeltida |              | Svedvi, Västmanland |       | 59.600316, 16.209879 | 10232203160001 | Ladda upp en bild av detta fornminne      |
| Svedvi 316:2                 | Stensättning                     |              | Svedvi, Västmanland |       | 59.600581, 16.210150 | 10232203160002 | Ladda upp en bild av detta fornminne      |
| Svedvi 317:1                 | Hällristning                     |              | Svedvi, Västmanland |       | 59.598375, 16.262719 | 10232203170001 | Ladda upp en bild av detta fornminne      |
| Svedvi 319:1                 | Stensättning                     |              | Svedvi, Västmanland |       | 59.590337, 16.283423 | 10232203190001 | Ladda upp en bild av detta fornminne      |
| Svedvi 320:1                 | Hällristning                     |              | Svedvi, Västmanland |       | 59.575912, 16.264488 | 10232203200001 | Ladda upp en bild av detta fornminne      |
| Svedvi 327:1                 | Hällristning                     |              | Svedvi, Västmanland |       | 59.599747, 16.195899 | 10232203270001 | Ladda upp en bild av detta fornminne      |
| Svedvi 328:1                 | Hällristning                     |              | Svedvi, Västmanland |       | 59.599168, 16.198174 | 10232203280001 | Ladda upp en bild av detta fornminne      |
| Svedvi 329:1                 | Hällristning                     |              | Svedvi, Västmanland |       | 59.597633, 16.199063 | 10232203290001 | Ladda upp en bild av detta fornminne      |
| Svedvi 330:1                 | Hällristning                     |              | Svedvi, Västmanland |       | 59.598196, 16.199609 | 10232203300001 | Ladda upp en bild av detta fornminne      |
| Svedvi 331:1                 | Hällristning                     |              | Svedvi, Västmanland |       | 59.599933, 16.201307 | 10232203310001 | Ladda upp en bild av detta fornminne      |
| Svedvi 332:1                 | Hällristning                     |              | Svedvi, Västmanland |       | 59.598116, 16.194921 | 10232203320001 | Ladda upp en bild av detta fornminne      |
| Svedvi 333:1                 | Hällristning                     |              | Svedvi, Västmanland |       | 59.599194, 16.194680 | 10232203330001 | Ladda upp en bild av detta fornminne      |
| Svedvi 334:1                 | Hällristning                     |              | Svedvi, Västmanland |       | 59.588961, 16.238744 | 10232203340001 | Ladda upp en bild av detta fornminne      |
| Svedvi 335:1                 | Hällristning                     |              | Svedvi, Västmanland |       | 59.587874, 16.239041 | 10232203350001 | Ladda upp en bild av detta fornminne      |
| Svedvi 336:1                 | Hällristning                     |              | Svedvi, Västmanland |       | 59.598188, 16.257173 | 10232203360001 | Ladda upp en bild av detta fornminne      |
| Svedvi 336:2                 | Hällristning                     |              | Svedvi, Västmanland |       | 59.598289, 16.257837 | 10232203360002 | Ladda upp en bild av detta fornminne      |
| Svedvi 336:3                 | Hällristning                     |              | Svedvi, Västmanland |       | 59.598289, 16.257837 | 10232203360003 | Ladda upp en bild av detta fornminne      |
| Svedvi 345:1                 | Grav- och boplatsområde          |              | Svedvi, Västmanland |       | 59.599108, 16.259280 | 10232203450001 | Ladda upp en bild av detta fornminne      |
| Backetorpet (Svedvi 375)     | Lägenhetsbebyggelse              |              | Svedvi, Västmanland |       | 59.649183, 16.204998 | 12000000051585 | Ladda upp en bild av detta fornminne      |
| Svedvi 379                   | Hög                              |              | Svedvi, Västmanland |       | 59.648639, 16.207057 | 12000000051608 | Ladda upp en bild av detta fornminne      |
| Lilla Ålsätra (Svedvi 380)   | Lägenhetsbebyggelse              |              | Svedvi, Västmanland |       | 59.643269, 16.204045 | 12000000051610 | Ladda upp en bild av detta fornminne      |
| Kolbäck 212:1                | Hög                              |              | Svedvi, Västmanland |       | 59.565928, 16.255045 | 10229502120001 | Ladda upp en bild av detta fornminne      |
| Kolbäck 212:2                | Stensättning                     |              | Svedvi, Västmanland |       | 59.565918, 16.254730 | 10229502120002 | Ladda upp en bild av detta fornminne      |

## Säby
| Namn                     | Lämningstyp                      | Tillkomsttid | Historisk indelning | Plats | Läge                 | ID-nr          | Bild                                 |
| ------------------------ | -------------------------------- | ------------ | ------------------- | ----- | -------------------- | -------------- | ------------------------------------ |
| Säby 4:1                 | Stensättning                     |              | Säby, Västmanland   |       | 59.544189, 16.254668 | 10232300040001 | Ladda upp en bild av detta fornminne |
| Säby 4:2                 | Stensättning                     |              | Säby, Västmanland   |       | 59.544113, 16.255056 | 10232300040002 | Ladda upp en bild av detta fornminne |
| Säby 4:3                 | Stensättning                     |              | Säby, Västmanland   |       | 59.544244, 16.254990 | 10232300040003 | Ladda upp en bild av detta fornminne |
| Säby 4:4                 | Stensättning                     |              | Säby, Västmanland   |       | 59.544376, 16.254882 | 10232300040004 | Ladda upp en bild av detta fornminne |
| Säby 6:1                 | Hällristning                     |              | Säby, Västmanland   |       | 59.554604, 16.262119 | 10232300060001 | Ladda upp en bild av detta fornminne |
| Säby 7:1                 | Hällristning                     |              | Säby, Västmanland   |       | 59.554151, 16.257388 | 10232300070001 | Ladda upp en bild av detta fornminne |
| Säby 8:1                 | Stensättning                     |              | Säby, Västmanland   |       | 59.556028, 16.262937 | 10232300080001 | Ladda upp en bild av detta fornminne |
| Säby 9:1                 | Gravfält                         |              | Säby, Västmanland   |       | 59.561994, 16.268058 | 10232300090001 | Ladda upp en bild av detta fornminne |
| Säby 10:1                | Stensättning                     |              | Säby, Västmanland   |       | 59.554787, 16.258605 | 10232300100001 | Ladda upp en bild av detta fornminne |
| Säby 12:1                | Gravfält                         |              | Säby, Västmanland   |       | 59.563333, 16.268480 | 10232300120001 | Ladda upp en bild av detta fornminne |
| Säby 13:1                | Hög                              |              | Säby, Västmanland   |       | 59.562712, 16.268343 | 10232300130001 | Ladda upp en bild av detta fornminne |
| Säby 14:1                | Stensättning                     |              | Säby, Västmanland   |       | 59.562343, 16.270101 | 10232300140001 | Ladda upp en bild av detta fornminne |
| Säby 16:1                | Stensättning                     |              | Säby, Västmanland   |       | 59.561845, 16.272395 | 10232300160001 | Ladda upp en bild av detta fornminne |
| Säby 16:2                | Stensättning                     |              | Säby, Västmanland   |       | 59.561955, 16.272138 | 10232300160002 | Ladda upp en bild av detta fornminne |
| Säby 16:3                | Hällristning                     |              | Säby, Västmanland   |       | 59.561845, 16.272395 | 10232300160003 | Ladda upp en bild av detta fornminne |
| Säby 19:1                | Stensättning                     |              | Säby, Västmanland   |       | 59.555861, 16.276958 | 10232300190001 | Ladda upp en bild av detta fornminne |
| Säby 19:2                | Hällristning                     |              | Säby, Västmanland   |       | 59.555967, 16.276792 | 10232300190002 | Ladda upp en bild av detta fornminne |
| Säby 20:1                | Gravfält                         |              | Säby, Västmanland   |       | 59.555745, 16.267859 | 10232300200001 | Ladda upp en bild av detta fornminne |
| Säby 22:1                | Gravfält                         |              | Säby, Västmanland   |       | 59.563975, 16.276687 | 10232300220001 | Ladda upp en bild av detta fornminne |
| Säby 25:1                | Stensättning                     |              | Säby, Västmanland   |       | 59.555117, 16.287141 | 10232300250001 | Ladda upp en bild av detta fornminne |
| Säby 27:1                | Stensättning                     |              | Säby, Västmanland   |       | 59.552599, 16.282044 | 10232300270001 | Ladda upp en bild av detta fornminne |
| Säby 27:2                | Hällristning                     |              | Säby, Västmanland   |       | 59.552432, 16.281872 | 10232300270002 | Ladda upp en bild av detta fornminne |
| Säby 29:1                | Gravfält                         |              | Säby, Västmanland   |       | 59.564444, 16.267908 | 10232300290001 | Ladda upp en bild av detta fornminne |
| Säby 31:1                | Gravfält                         |              | Säby, Västmanland   |       | 59.563829, 16.271462 | 10232300310001 | Ladda upp en bild av detta fornminne |
| Säby 42:1                | Gravfält                         |              | Säby, Västmanland   |       | 59.539190, 16.294281 | 10232300420001 | Ladda upp en bild av detta fornminne |
| Säby 44:1                | Stensättning                     |              | Säby, Västmanland   |       | 59.542964, 16.289896 | 10232300440001 | Ladda upp en bild av detta fornminne |
| Säby 45:1                | Stensättning                     |              | Säby, Västmanland   |       | 59.546742, 16.286579 | 10232300450001 | Ladda upp en bild av detta fornminne |
| Säby 47:1 (Utnäs)        | Fornborg                         |              | Säby, Västmanland   |       | 59.540389, 16.282780 | 10232300470001 | Ladda upp en bild av detta fornminne |
| Säby 48:1                | Gravfält                         |              | Säby, Västmanland   |       | 59.566153, 16.256516 | 10232300480001 | Ladda upp en bild av detta fornminne |
| Säby 49:1                | Hällristning                     |              | Säby, Västmanland   |       | 59.565627, 16.264340 | 10232300490001 | Ladda upp en bild av detta fornminne |
| Säby 51:1                | Stensättning                     |              | Säby, Västmanland   |       | 59.565412, 16.272221 | 10232300510001 | Ladda upp en bild av detta fornminne |
| Säby 52:1                | Hög                              |              | Säby, Västmanland   |       | 59.575107, 16.297110 | 10232300520001 | Ladda upp en bild av detta fornminne |
| Säby 52:2                | Husgrund, förhistorisk/medeltida |              | Säby, Västmanland   |       | 59.574603, 16.296813 | 10232300520002 | Ladda upp en bild av detta fornminne |
| Säby 53:3                | Stensättning                     |              | Säby, Västmanland   |       | 59.575539, 16.296202 | 10232300530003 | Ladda upp en bild av detta fornminne |
| Säby 55:1                | Stensättning                     |              | Säby, Västmanland   |       | 59.539775, 16.295086 | 10232300550001 | Ladda upp en bild av detta fornminne |
| Säby 56:1                | Stensättning                     |              | Säby, Västmanland   |       | 59.538450, 16.298002 | 10232300560001 | Ladda upp en bild av detta fornminne |
| Säby 59:1                | Gravfält                         |              | Säby, Västmanland   |       | 59.575622, 16.297908 | 10232300590001 | Ladda upp en bild av detta fornminne |
| Säby 60:1                | Gravfält                         |              | Säby, Västmanland   |       | 59.574564, 16.299233 | 10232300600001 | Ladda upp en bild av detta fornminne |
| Säby 61:1                | Stensättning                     |              | Säby, Västmanland   |       | 59.573235, 16.303374 | 10232300610001 | Ladda upp en bild av detta fornminne |
| Säby 61:2                | Stensättning                     |              | Säby, Västmanland   |       | 59.573274, 16.303580 | 10232300610002 | Ladda upp en bild av detta fornminne |
| Säby 61:3                | Stensättning                     |              | Säby, Västmanland   |       | 59.573362, 16.303430 | 10232300610003 | Ladda upp en bild av detta fornminne |
| Säby 62:1                | Grav markerad av sten/block      |              | Säby, Västmanland   |       | 59.573399, 16.302355 | 10232300620001 | Ladda upp en bild av detta fornminne |
| Säby 62:2                | Grav markerad av sten/block      |              | Säby, Västmanland   |       | 59.573403, 16.302107 | 10232300620002 | Ladda upp en bild av detta fornminne |
| Säby 62:3                | Stensättning                     |              | Säby, Västmanland   |       | 59.573249, 16.302111 | 10232300620003 | Ladda upp en bild av detta fornminne |
| Säby 62:4                | Grav markerad av sten/block      |              | Säby, Västmanland   |       | 59.573376, 16.302556 | 10232300620004 | Ladda upp en bild av detta fornminne |
| Kittelbacken (Säby 63:1) | Stensättning                     |              | Säby, Västmanland   |       | 59.571416, 16.302350 | 10232300630001 | Ladda upp en bild av detta fornminne |
| Kittelbacken (Säby 63:2) | Hög                              |              | Säby, Västmanland   |       | 59.571299, 16.302436 | 10232300630002 | Ladda upp en bild av detta fornminne |
| Säby 64:1                | Stensättning                     |              | Säby, Västmanland   |       | 59.570149, 16.304412 | 10232300640001 | Ladda upp en bild av detta fornminne |
| Säby 64:2                | Stensättning                     |              | Säby, Västmanland   |       | 59.570044, 16.304480 | 10232300640002 | Ladda upp en bild av detta fornminne |
| Säby 64:3                | Stensättning                     |              | Säby, Västmanland   |       | 59.569963, 16.304610 | 10232300640003 | Ladda upp en bild av detta fornminne |
| Säby 65:1                | Stensättning                     |              | Säby, Västmanland   |       | 59.574846, 16.308322 | 10232300650001 | Ladda upp en bild av detta fornminne |
| Säby 66:1                | Stensättning                     |              | Säby, Västmanland   |       | 59.577755, 16.308166 | 10232300660001 | Ladda upp en bild av detta fornminne |
| Säby 67:1                | Gravfält                         |              | Säby, Västmanland   |       | 59.577692, 16.310117 | 10232300670001 | Ladda upp en bild av detta fornminne |
| Säby 68:1                | Gravfält                         |              | Säby, Västmanland   |       | 59.571183, 16.312596 | 10232300680001 | Ladda upp en bild av detta fornminne |
| Säby 69:1                | Stensättning                     |              | Säby, Västmanland   |       | 59.555770, 16.300014 | 10232300690001 | Ladda upp en bild av detta fornminne |
| Säby 70:1                | Gravfält                         |              | Säby, Västmanland   |       | 59.552276, 16.292651 | 10232300700001 | Ladda upp en bild av detta fornminne |
| Säby 71:1                | Stensättning                     |              | Säby, Västmanland   |       | 59.572798, 16.307955 | 10232300710001 | Ladda upp en bild av detta fornminne |
| Säby 71:2                | Stensättning                     |              | Säby, Västmanland   |       | 59.572940, 16.308014 | 10232300710002 | Ladda upp en bild av detta fornminne |
| Säby 72:1                | Stensättning                     |              | Säby, Västmanland   |       | 59.571205, 16.310385 | 10232300720001 | Ladda upp en bild av detta fornminne |
| Säby 73:1                | Gravfält                         |              | Säby, Västmanland   |       | 59.577508, 16.313731 | 10232300730001 | Ladda upp en bild av detta fornminne |
| Säby 74:1                | Stensättning                     |              | Säby, Västmanland   |       | 59.576542, 16.313315 | 10232300740001 | Ladda upp en bild av detta fornminne |
| Säby 76:1                | Stensättning                     |              | Säby, Västmanland   |       | 59.551502, 16.297817 | 10232300760001 | Ladda upp en bild av detta fornminne |
| Säby 77:1                | Stensättning                     |              | Säby, Västmanland   |       | 59.547526, 16.302998 | 10232300770001 | Ladda upp en bild av detta fornminne |
| Säby 78:1                | Stensättning                     |              | Säby, Västmanland   |       | 59.546742, 16.305464 | 10232300780001 | Ladda upp en bild av detta fornminne |
| Säby 78:2                | Stensättning                     |              | Säby, Västmanland   |       | 59.546615, 16.305145 | 10232300780002 | Ladda upp en bild av detta fornminne |
| Säby 80:1                | Röse                             |              | Säby, Västmanland   |       | 59.576544, 16.290398 | 10232300800001 | Ladda upp en bild av detta fornminne |
| Säby 82:1                | Stensättning                     |              | Säby, Västmanland   |       | 59.570164, 16.290500 | 10232300820001 | Ladda upp en bild av detta fornminne |
| Säby 83:1                | Stensättning                     |              | Säby, Västmanland   |       | 59.545549, 16.303127 | 10232300830001 | Ladda upp en bild av detta fornminne |
| Säby 83:2                | Stensättning                     |              | Säby, Västmanland   |       | 59.545361, 16.303369 | 10232300830002 | Ladda upp en bild av detta fornminne |
| Säby 87:1                | Stensättning                     |              | Säby, Västmanland   |       | 59.553656, 16.317844 | 10232300870001 | Ladda upp en bild av detta fornminne |
| Säby 88:1                | Stensättning                     |              | Säby, Västmanland   |       | 59.565612, 16.311285 | 10232300880001 | Ladda upp en bild av detta fornminne |
| Säby 89:1                | Stensättning                     |              | Säby, Västmanland   |       | 59.571910, 16.320767 | 10232300890001 | Ladda upp en bild av detta fornminne |
| Säby 91:1                | Gravfält                         |              | Säby, Västmanland   |       | 59.563668, 16.321393 | 10232300910001 | Ladda upp en bild av detta fornminne |
| Säby 116:1               | Stensättning                     |              | Säby, Västmanland   |       | 59.576525, 16.314419 | 10232301160001 | Ladda upp en bild av detta fornminne |
| Säby 118:1               | Stensättning                     |              | Säby, Västmanland   |       | 59.575934, 16.305146 | 10232301180001 | Ladda upp en bild av detta fornminne |
| Säby 120:1               | Stensättning                     |              | Säby, Västmanland   |       | 59.579285, 16.308658 | 10232301200001 | Ladda upp en bild av detta fornminne |
| Säby 121:1               | Stensättning                     |              | Säby, Västmanland   |       | 59.574390, 16.309336 | 10232301210001 | Ladda upp en bild av detta fornminne |
| Säby 122:1               | Stensättning                     |              | Säby, Västmanland   |       | 59.571527, 16.288970 | 10232301220001 | Ladda upp en bild av detta fornminne |
| Säby 123:1               | Stensättning                     |              | Säby, Västmanland   |       | 59.577740, 16.289371 | 10232301230001 | Ladda upp en bild av detta fornminne |
| Säby 125:1               | Stensättning                     |              | Säby, Västmanland   |       | 59.571964, 16.294662 | 10232301250001 | Ladda upp en bild av detta fornminne |
| Säby 126:1               | Stensättning                     |              | Säby, Västmanland   |       | 59.573766, 16.321251 | 10232301260001 | Ladda upp en bild av detta fornminne |
| Säby 127:1               | Stensättning                     |              | Säby, Västmanland   |       | 59.574574, 16.320582 | 10232301270001 | Ladda upp en bild av detta fornminne |
| Säby 131:1               | Stensättning                     |              | Säby, Västmanland   |       | 59.573970, 16.317660 | 10232301310001 | Ladda upp en bild av detta fornminne |
| Säby 133:1               | Stensättning                     |              | Säby, Västmanland   |       | 59.570336, 16.311457 | 10232301330001 | Ladda upp en bild av detta fornminne |
| Säby 134:1               | Stensättning                     |              | Säby, Västmanland   |       | 59.569107, 16.309400 | 10232301340001 | Ladda upp en bild av detta fornminne |
| Säby 136:1               | Stensättning                     |              | Säby, Västmanland   |       | 59.572630, 16.297559 | 10232301360001 | Ladda upp en bild av detta fornminne |
| Säby 138:1               | Stensättning                     |              | Säby, Västmanland   |       | 59.573416, 16.297670 | 10232301380001 | Ladda upp en bild av detta fornminne |
| Säby 138:2               | Stensättning                     |              | Säby, Västmanland   |       | 59.573514, 16.297694 | 10232301380002 | Ladda upp en bild av detta fornminne |
| Säby 138:3               | Stensättning                     |              | Säby, Västmanland   |       | 59.573524, 16.297506 | 10232301380003 | Ladda upp en bild av detta fornminne |
| Säby 139:1               | Stensättning                     |              | Säby, Västmanland   |       | 59.574405, 16.297959 | 10232301390001 | Ladda upp en bild av detta fornminne |
| Säby 143:1               | Lägenhetsbebyggelse              |              | Säby, Västmanland   |       | 59.567506, 16.270273 | 10232301430001 | Ladda upp en bild av detta fornminne |
| Säby 149                 | Lägenhetsbebyggelse              |              | Säby, Västmanland   |       | 59.538780, 16.289487 | 12000000107333 | Ladda upp en bild av detta fornminne |
| Säby 151                 | Lägenhetsbebyggelse              |              | Säby, Västmanland   |       | 59.538211, 16.288417 | 12000000107335 | Ladda upp en bild av detta fornminne |
| Säby 152                 | Lägenhetsbebyggelse              |              | Säby, Västmanland   |       | 59.536838, 16.293809 | 12000000107812 | Ladda upp en bild av detta fornminne |
| Säby 153                 | Stensättning                     |              | Säby, Västmanland   |       | 59.538138, 16.298505 | 12000000107813 | Ladda upp en bild av detta fornminne |
| Säby 154                 | Stensättning                     |              | Säby, Västmanland   |       | 59.538193, 16.298227 | 12000000107814 | Ladda upp en bild av detta fornminne |